# Miedniki Królewskie
Miedniki Królewskie (lit. Medininkai, biał. Меднікі, ros. Ме́дники, dawniej ros. Мьдники) – wieś na Litwie, w okręgu wileńskim, w rejonie wileńskim, na drodze Wilno – Mińsk, przy granicy z Białorusią. Jej początki sięgają XIV wieku; najpierw istniał tu jeden z najważniejszych grodów w Wielkim Księstwie Litewskim, a podczas chrztu Litwy w roku 1387 Jagiełło ufundował tu jeden z 7 pierwszych kościołów w kraju. Największe znaczenie Miedniki miały w 2. połowie XV w.; w czasach nowożytnych osiągnęły status miasteczka, ale nie rozwinęły się w organizm typowo miejski. Z czasem miejscowość traciła na znaczeniu, a na przełomie XIX i XX wieku została zredukowana do statusu wsi. Obecnie jest siedzibą starostwa miednickiego. Tradycyjnie miało ono charakter typowo rolniczy, jednak w ciągu ostatnich dekad rozwinęły się tu usługi związane z transportem i spedycją. W początkach XXI wieku w miejscowości powstała szkoła wyższa, kształcąca funkcjonariuszy służb granicznych. Atrakcjami Miednik są muzeum w ruinach zamku oraz Wysoka Góra, uznana za najwyższe wzniesienie na Litwie. Miedniki są w zdecydowanej większości zamieszkane przez Polaków.

## Historia

### Początki (wiek XIII i XIV)

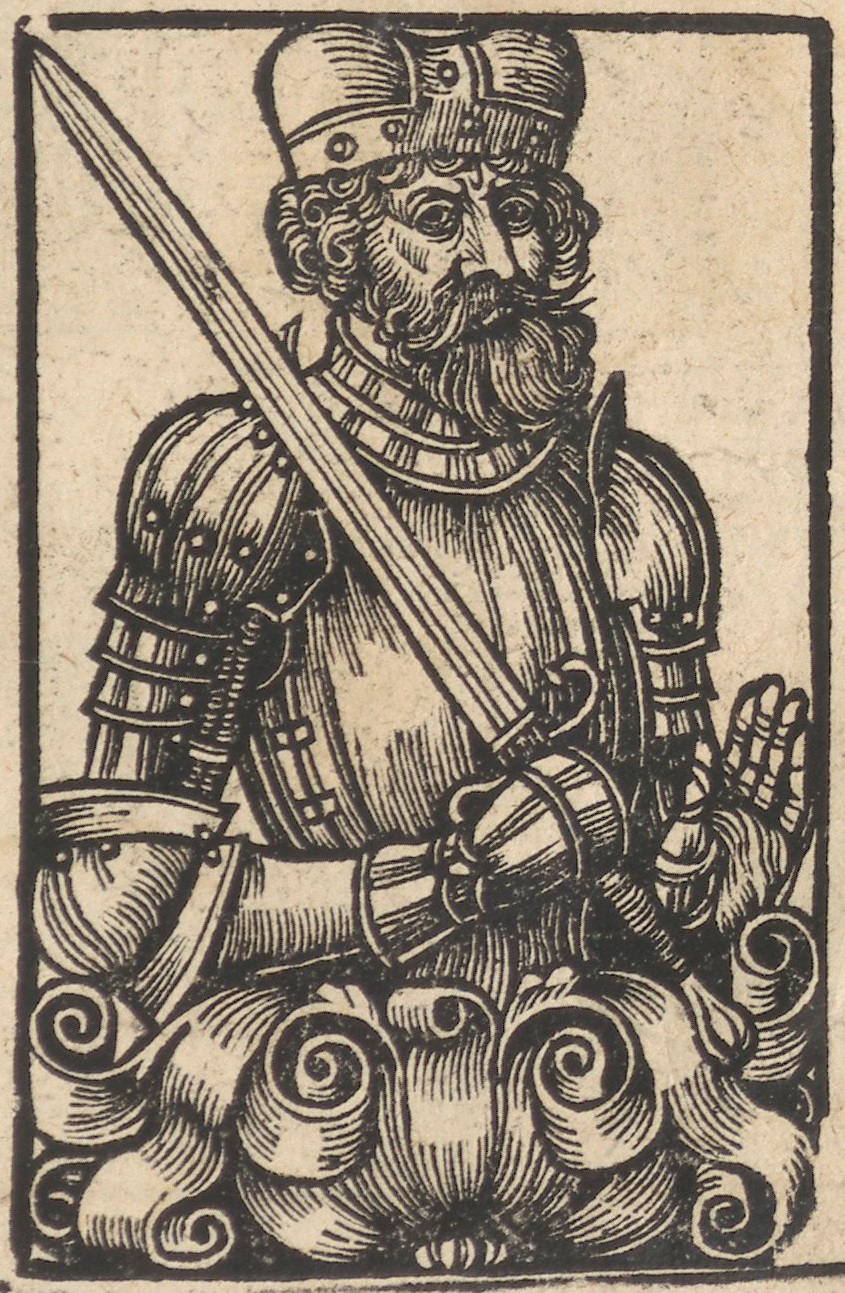
w.ks. Olgierd

Początki Miednik związane są z budową drewnianej warowni. Według przypuszczeń niektórych historyków mogło to nastąpić jeszcze w końcu XIII w., być może w okresie rządów Trojdena; wzniesienie fortyfikacji mogło być inicjatywą jego lub któregoś z lokalnych kunigasów. Niejasna i niekoniecznie wiarygodna późniejsza kronika wskazuje na początek XIV w., czyli czas gdy wielkim księciem był Giedymin. Najbardziej popularna jest jednak teoria, według której warownia powstała w połowie XIV wieku z inicjatywy wielkiego księcia Olgierda. Była posadowiona przy trakcie oszmiańskim, choć jej rola i zadania pozostają niejasne. Swego czasu popularna była zrodzona w okresie romantyzmu i oparta na swobodnej interpretacji źródeł teoria, że Olgierd z żoną często bywali na zamku. Jednak pierwsza i nie budząca wątpliwości wzmianka historyczna dotyczy dopiero roku 1385, kiedy miednicki gród został zdobyty przez wojska krzyżackie pod wodzą wielkiego mistrza, Konrada Zöllnera von Rotenstein.
W roku 1387 wielki książę Jagiełło przyjął chrzest; w towarzyszącym akcie ustanawiał i uposażał również 7 kościołów na Litwie, w tym jeden w Miednikach. Zdaniem historyków świadczy to o istnieniu pod zamkiem miejscowości, zapewne o charakterze podgrodzia; dowodzi też, że Miedniki musiały być jednym z najistotniejszych punktów ówczesnej infrastruktury państwowej, jednym z kilku tzw. okręgów grodowych. Kościół został faktycznie wzniesiony; nie jest jasne, pod czyim był wezwaniem. W roku 1391 Jagiełło podporządkował świątynię świeżo ustanowionej parafii w Bystrzycy, gdzie sprowadzony został zakon Kanoników Regularnych od Pokuty, tzw. białych augustianów; prawdopodobnie to właśnie oni sprawowali posługę religijną w miednickim kościele. Z roku 1398 pochodzi wiadomość o pierwszym reprezentancie władzy wielkoksiążęcej w Miednikach: miał nim być niejaki „Careybo” (Korejwo, Korejko). Była to jednak władza niepewna; w roku 1402 kolejny zagon krzyżacki, tym razem pod dowództwem Wilhelma von Helfensteina, zdobył i spalił zamek miednicki.

### Stabilizacja (wczesny wiek XV)

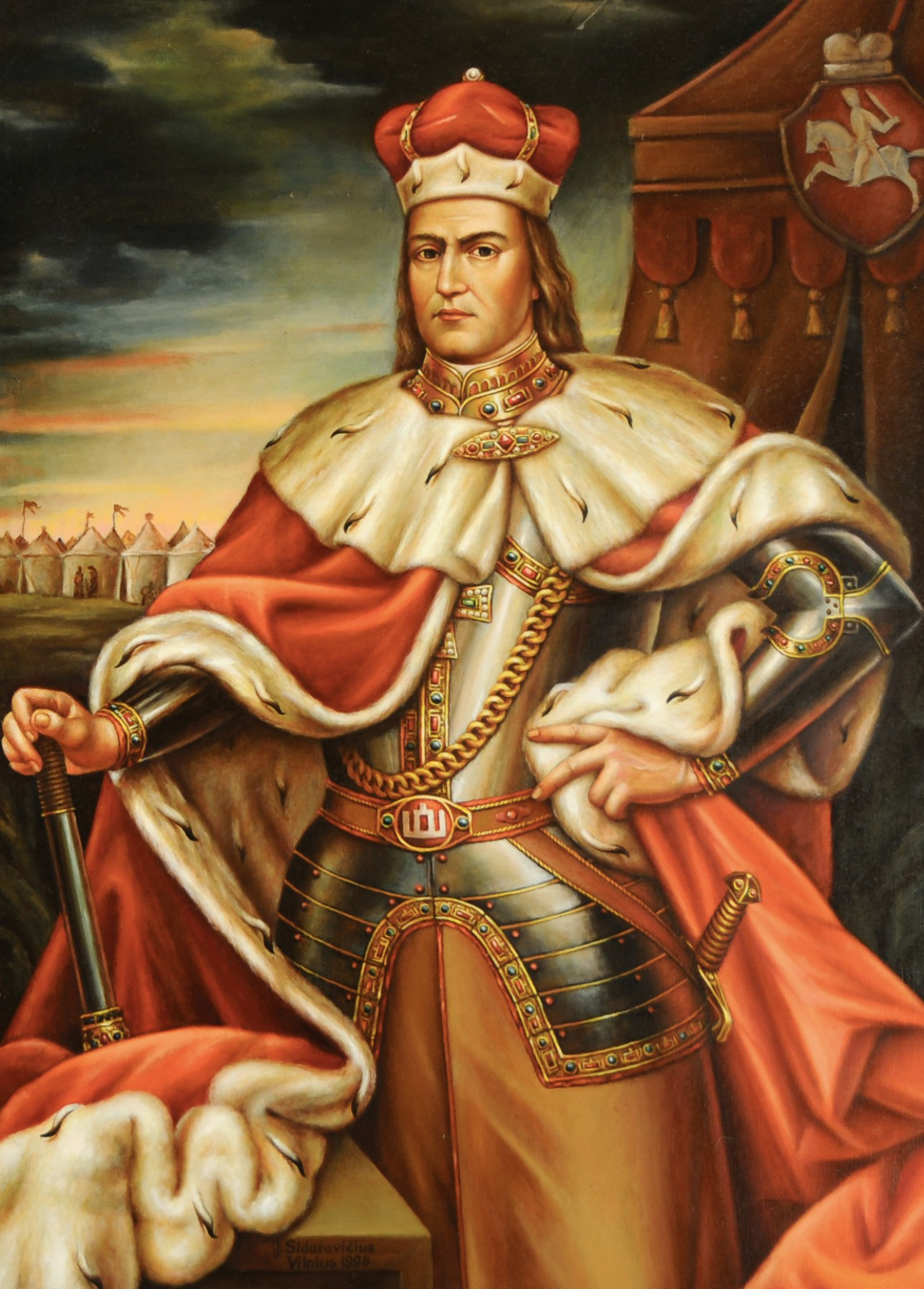
w.ks. Witold

Od początków wieku XV następowała stabilizacja rządów wieloksiążęcych, a gród w Miednikach stopniowo zyskiwał na znaczeniu. Wielki książę Witold odwiedzał zamek wielokrotnie, np. podczas pobytu w roku 1415 pisał tam list do Zakonu, a przy okazji jego wizyty w roku 1426 kronika mówił o „unsere husse Medniki”. Prawdopodobnie w tym okresie nastąpiła rozbudowa fortyfikacji, a istniejące dotąd budowle ziemno-drewniane zastąpiono kamienno-ceglanym murem obronnym z basztami. Cała konstrukcja była w pierwszej połowie XV w. najprawdopodobniej największym grodowym zamkiem na Litwie, porównywalnym pod względem powierzchni lub nawet większym niż kompleks zamkowy w Wilnie; mury o długości ok. 560 metrów obejmowały powierzchnię ok. 2 ha. Wtedy też bojarzy z okolic Miednik stali się odrębną jednostką militarną, tworząc osobną chorągiew miednicką; Długosz wspomina o jej udziale w bitwie pod Grunwaldem, a 4 chorążych miednickich wymienionych jest z nazwiska aż do połowy XVI wieku.
Wielkość i charakter miednickiego podgrodzia są nieznane. W nieokreślonym czasie w Miednikach erygowano parafię; w połowie XV w. o tutejszym kościele pisze się już jako o kościele parafialnym i wiadomo, że funkcjonowała przy nim szkoła dla dzieci. W tym okresie w związku z postępującą chrystianizacją Litwy kościół w Miednikach był już jedną z 27 świątyń w diecezji wileńskiej. Począwszy od niejakiego Gleba Andrejewicza, wymienionego w dokumencie z roku 1453, do połowy wieku XVI znane są nazwiska 13 bojarów reprezentujących władzę wielkoksiążęcą, nazywanych namiestnikami, starostami, ciwunami lub podciwunami. Byli oni najczęściej również dzierżawcami ziem wokół miednickiego zamku i podgrodzia, pozostających jednak nadal własnością wielkiego księcia; o dzierżawie dóbr miednickich wspomina się od połowy XV wieku i wiadomo, że były one jedną z 40 dzierżaw w województwie wileńskim.

### Złoty wiek grodu (późny wiek XV)

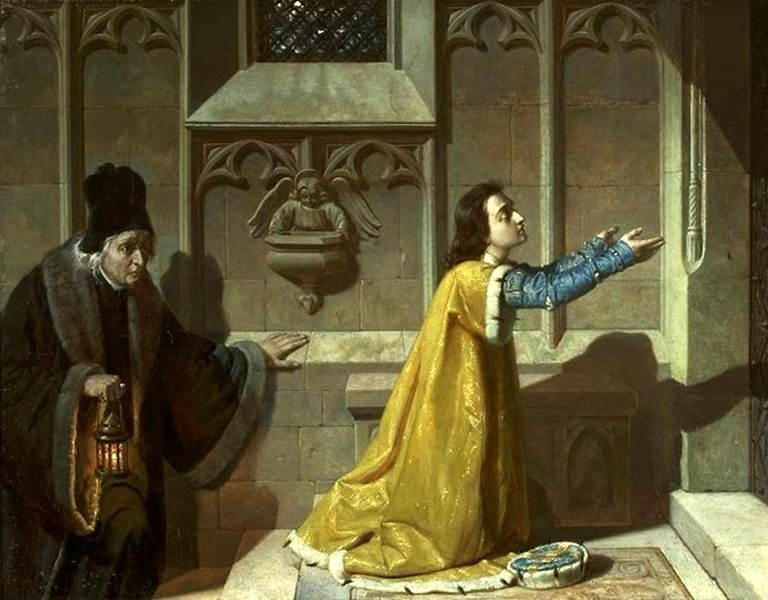
Długosz i św. Kazimierz

Druga połowa XV wieku wyznacza najbardziej znaczący okres w dziejach miednickiego zamku. Przez długie okresy „dla lepszego powietrza zażycia” przebywał tam wielki książę, a jednocześnie król Polski Kazimierz Jagiellończyk wraz z synami, zwłaszcza z królewiczami Kazimierzem, Janem i Aleksandrem; ich wychowawcą i opiekunem, który także spędził miesiące a może i lata w Miednikach, był Jan Długosz. Po śmierci królewicza Kazimierza, który zmarł otoczony na Litwie czcią graniczącą z kultem, jego zwłoki zostały w roku 1484 pochowane w specjalnej murowanej krypcie grobowej na miednickim zamku, aczkolwiek nie wiadomo dokładnie czy w murach czy w specjalnej budowli; będą tam spoczywać ponad 150 lat. Miedniki pełniły też pewne funkcje ceremonialne, np. w roku 1494 poselstwo moskiewskie wiozące do Wilna Helenę, narzeczoną wielkiego księcia Aleksandra, zostało uroczyście powitane przez poczty wielkoksiążęce w Miednikach.
Status miednickiego podgrodzia pozostaje niejasny. Niektórzy autorzy utrzymują, że w XV wieku Miedniki otrzymały prawa miejskie, a część wskazuje nawet na rok 1486 jako datę lokacji, choć nieznane są szczegóły a wiarygodność tej informacji pozostaje naukowo niepotwierdzona. Późnośredniowieczne kroniki wspominają o Miednikach jako o „oppidum”, co wskazuje raczej na zamek i funkcję obronną niż na miejscowość o cechach miejskich. Brak jest informacji o istnieniu miejskich ciał samorządowych jak rada miejska i zależnych od niej struktur radzieckich, np. sądów ławniczych. Wiadomo jednak, że leżąca przy trakcie oszmiańskim miejscowość była dla wielkoksiążęcego skarbu ważna z ekonomicznego punktu widzenia; dokument z roku 1486 potwierdza, że istniejące tu co najmniej dwie karczmy zajezdne przynosiły duże zyski tak dzierżawcom jak hospodarowi. Z roku 1488 pochodzą pierwsze informacje o osadzeniu pod zamkiem Tatarów; osiedli oni we wsi Kurhany, która z czasem stała się de facto częścią Miednik.

### Kryzys (wiek XVI)

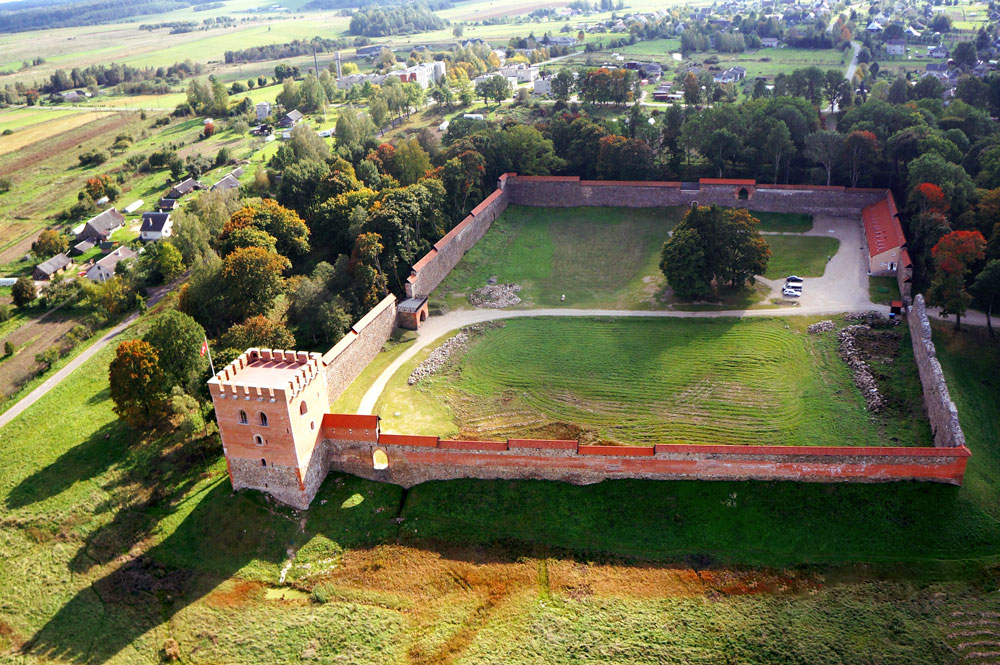
Zamek z XV wieku, widok obecny

Wojna litewsko-moskiewska, która wybuchła w roku 1512, sprowadziła zagony wojsk nieprzyjacielskich na obszar centralnej Litwy. Poseł cesarski Siegmund von Herberstein, wracając w roku 1517 z Moskwy, zanotował, że zastał zamek spustoszony; nie jest jasne czy był to wynik zdobycia grodu przez wojska moskiewskie, czy też skutek np. przypadkowego pożaru. Chociaż w pierwszych dekadach XVI wieku zbudowano mury obronne w Wilnie, w przypadku Miednik nie ma już kolejnych informacji o wojskowej obsadzie grodu i militarnej funkcji zamku; nie wspomina się też o próbach budowy murów wokół miejscowości. Chorągiew miednicka nadal istniała jako wojskowa jednostka organizacyjna, np. na popisie szlacheckim z roku 1528 bojarzy miedniccy mieli razem wystawić 138 koni (na 19.842 koni w całym Wielkim Księstwie); dopiero w latach 60. XVI wieku „chorąstwo miednickie” włączono do jednostki rekrutowanej z nowo utworzonego powiatu wileńskiego, w którego skład weszły Miedniki.
Pierwsza połowa XVI wieku oznaczała dla Miednik problemy związane z posługami religijnymi, i to pomimo że bystrzycko-miedniccy augustianie otrzymywali nowe nadania i donacje. Doszło do upadku dyscypliny w klasztorze; w roku 1523 kanonicy opuścili Bystrzycę, a w roku 1528 zostali usunięci z Miednik za „łamanie zasad życia zakonnego”; przejawiało się ono m.in. w pijaństwie i zaniedbywaniu obowiązków. Prawdopodobnie w tym okresie lub wcześniej przestał istnieć kościół, jak przypuszcza historyk, być może w wyniku pożaru. Fundacja kanoników została odnowiona w roku 1540 i wtedy zakonnicy wrócili do Miednik; nowy kościół pw. Świętej Trójcy usytuowano centralnie i przy prowadzącej przez miejscowość drodze na Oszmianę, a odnowiona parafia i klasztor otrzymały donacje gruntowe od wielkiego księcia Zygmunta (1541) i jego syna (1560, 1562). Parafia prowadziła jednak spory własnościowe z miejscowymi bojarami.

### Stagnacja (wczesny wiek XVII)

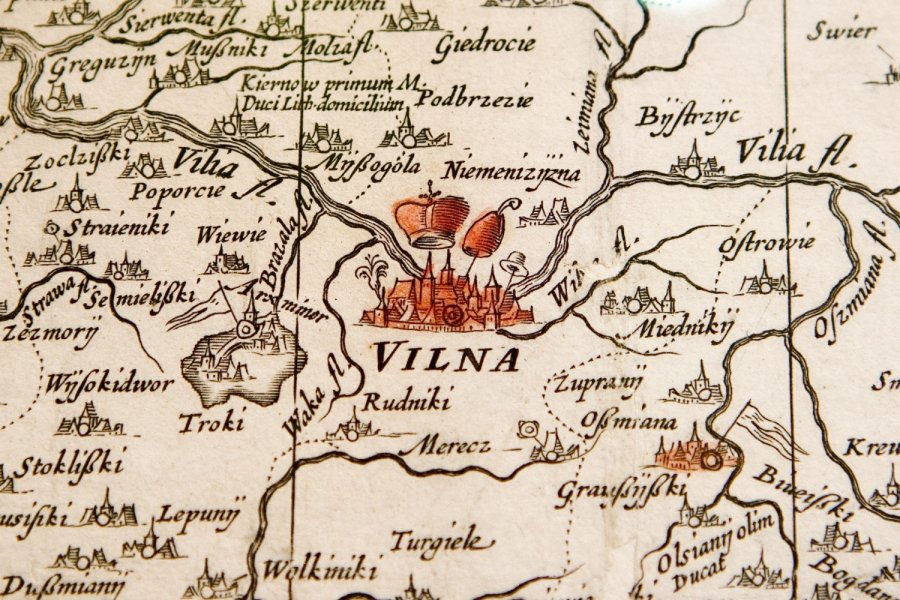
Miedniki na mapie, 1613

W początkach ery nowożytnej Miedniki znalazły się w „dość pokaźnej, ale ubogiej grupie miasteczek”, wykształconych z podgrodzi. Żadne z nich nie zrobiło jednak dalszego kroku w stronę wykształcenia silnego ośrodka miejskiego. Co prawda Miedniki otrzymywały różne przywileje dla wójta i mieszczan, np. zwalniające z podwód etc., ale żadne ze źródeł nie podaje informacji np. o prawie składu, i to pomimo faktu, że miejscowość znajdowała się na kluczowym szlaku handlowym z Wilna do Oszmiany i dalej na wschód. Miasteczko miało pewne cechy miejskie, jak rynek, zamek czy kościół parafialny, ale nie miało np. murów miejskich czy budynków murowanych, brak też wiadomości o funkcjonowaniu władz samorządowych. Do miasta należało ok. 1.250 ha, czyli ok. dwa razy więcej niż do klasztoru. Było obciążone szeregiem powinności fiskalnych, np. dokument z 1594 roku szczegółowo wyliczał je nawet dla poszczególnych przysiółków. Wiadomo, że Miedniki nadal należały do istotnych miejscowości; np. diecezja wileńska dzieliła się na 5 tzw. kluczy, odpowiedników obecnych dekanatów; jednym z nich był klucz miednicki.
Wygaśnięcie wielkoksiążęcej linii jagiellońskiej nie przyniosło Miednikom żadnych istotnych zmian, poza tą, że elekcyjni królowie polscy jako hospodarowie litewscy, będąc w Wielkim Księstwie, zatrzymywali się w Wilnie i nie wizytowali innych miejscowości. Ich panowanie przyniosło kolejne donacje i przywileje dla bojarów z Miednik i okolic, ale nie dla samej miejscowości. Wraz z utrwaleniem się ustroju ekonomicznego kraju umacniało się znaczenie szlachty w życiu państwa; w latach 20. XVII wieku odnotowano np. łupienie kościelnych i municypalnych posiadłości miednickich przez okolicznych właścicieli, co skutkowało m.in. protestami do sądów wielkoksiążęcych. Ciosem w pozycję Miednik były przenosiny szczątków św. Kazimierza, kanonizowanego w roku 1602, z murów zamku do nowo wybudowanej kaplicy w katedrze wileńskiej; cała uroczystość odbyła się w roku 1636.

### Katastrofa i odnowa (późny wiek XVII)

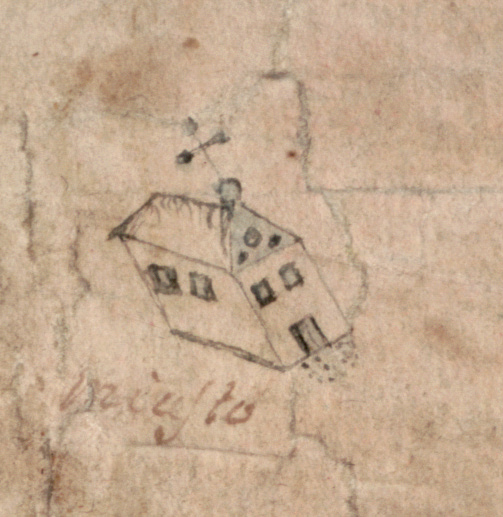
kościół miednicki, XVII w.

W początku lat 50. XVII wieku kościół przeszedł gruntowną przebudowę; wspierał ją sekretarz królewski Dymitr Karp. W roku 1654 w Miednikach odbyło się jedno z nielicznych poza Wilnem posiedzeń sejmiku wileńskiego. Wkrótce jednak spadła na miasteczko katastrofa, związana z wybuchem kolejnej wojny litewsko-moskiewskiej; w roku 1655 armia moskiewska zajęła większość wschodniej i centralnej Litwy wraz z Wilnem, a okupacja ta trwała do roku 1660. Miała ona tragiczny skutek dla państwa i mieszkańców. Wojska carskie dokonały niewiarygodnych zniszczeń na zajętym terenie, uprowadzając znaczną część ludności; wiadomo, że ludność Wilna zmalała z 40 do 5 tysięcy, choć nie jest jasne, jakie straty demograficzne poniosły Miedniki i okolice. Musiały one jednak być ogromne, skoro w latach 60. i 70. XVII w. w parafii miednickiej chrzczono rocznie tylko kilkoro dzieci.
Dla drugiej połowy XVII wieku istnieją pierwsze dane o charakterze statystycznym, związane z zachowaniem się ksiąg parafialnych z tego okresu. W roku 1690 w Miednikach znajdowało się zaledwie 39 domostw; zastosowanie typowych dla epoki przeliczników sugeruje, że miasteczko liczyło ok. 300 mieszkańców. Stanowiło to ok. 30% ludności całej parafii miednickiej, obejmującej sąsiednie wsie; na jej dość dużym terytorium znajdowało się wówczas 137 domostw, najwięcej w Kienie (20), Kosinach (16) i Polanie Słoboda (10). W ciągu półwiecza między rokiem 1652 a 1702 w parafii ochrzczono 1.388 dzieci. Po katastrofie najazdu moskiewskiego pod względem demograficznym Miedniki odrodziły się w dwu ostatnich dekadach XVII wieku, kiedy rocznie miało miejsce średnio ok. 70–80 chrztów. Jednak miasteczko utraciło już znaczenie; wydany w początkach czasów saskich uniwersał Augusta II wylicza opłaty z tytułu podwód, do których zobowiązane były miejscowości województwa; Miedniki wpłacały do kasy wielkoksiążęcej 15 złotych rocznie, tyle co Niemenczyn, podczas gdy sąsiednia Oszmiana wpłacała 30 złotych.

### Ostatnie lata Wielkiego Księstwa (wiek XVIII)

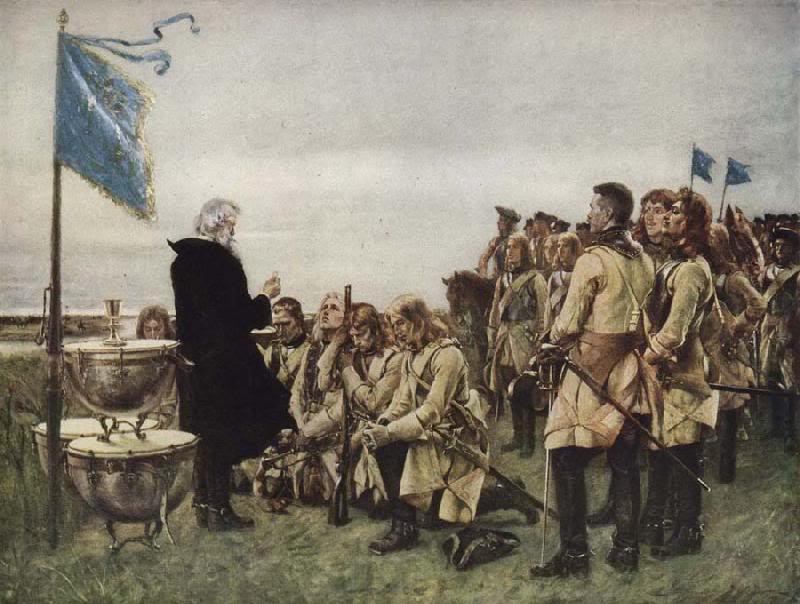
Szwedzi, wojna północna

Źródła nic nie mówią o losach Miednik w okresie wojny północnej. Wiadomo, że w roku 1702 Wilno zostało zdobyte przez wojska szwedzkie, ale nie jest jasne, czy szwedzka załoga stacjonowała też w Miednikach, zanim w roku 1708 Wileńszczyzna została odbita przez teoretycznie sprzymierzoną z Sasami armię rosyjską. Miasteczko przeżywało umiarkowany rozwój terytorialny; w roku 1730 w inwentarzu majątku miednickiego wyliczono jako kolonię po raz pierwszy Kamienny Ług. Od czasów saskich parafia przeżywała też na nowo rozwój demograficzny; w drugiej połowie XVIII wieku chrzczono w niej ok. 135 dzieci rocznie; tak wysoką średnią Miedniki osiągną ponownie i chwilowo za ponad 150 lat, po powtórnym erygowaniu parafii w latach 20. XX wieku. W początkach czasów stanisławowskich parafia liczyła 367 dymów, czyli dwa i pół raza więcej niż 100 lat wcześniej; spis z roku 1781 wykazał 3.482 wiernych. Samo miasteczko miało łącznie 6 ulic razem z rynkiem.
W roku 1778 doszło do nieszczęścia i w pożarze spłonął liczący sobie prawie 250 lat parafialny kościół miednicki. Do odbudowy przystąpiono kilka lat potem i prawdopodobnie w roku 1788 istniała już nowa, trzecia z kolei świątynia, również drewniana. Została ona jednak konsekrowana dopiero w roku 1791, otrzymawszy to samo wezwanie Trójcy Przenajświętszej. W latach 80. i 90. zakon augustianów, który miał w Miednikach niewielki klasztor i który nadal pełnił posługę religijną, prowadził w Miednikach szkołę. Ze spisów wynika, że przeważali w niej chłopcy „pochodzenia mieszczańskiego”, aczkolwiek nie brakowało również tych „pochodzenia włościańskiego” i wyjątkowo zdarzały się także dzieci szlacheckie. Augustianie prowadzili też mały szpital dla ubogich, ale przez większoćć XVIII wieku klasztor trapiły skandale związane z upadkiem dyscypliny zakonnej. Według niektóych źródeł Miedniki znajdowały się „w dobrach księcia Radziwiłły”. Administracyjnie Miedniki aż do III rozbioru Rzeczypospolitej znajdowały się w powiecie wileńskim województwa wileńskiego.

### Okres porozbiorowy i napoleoński (wczesny wiek XIX)

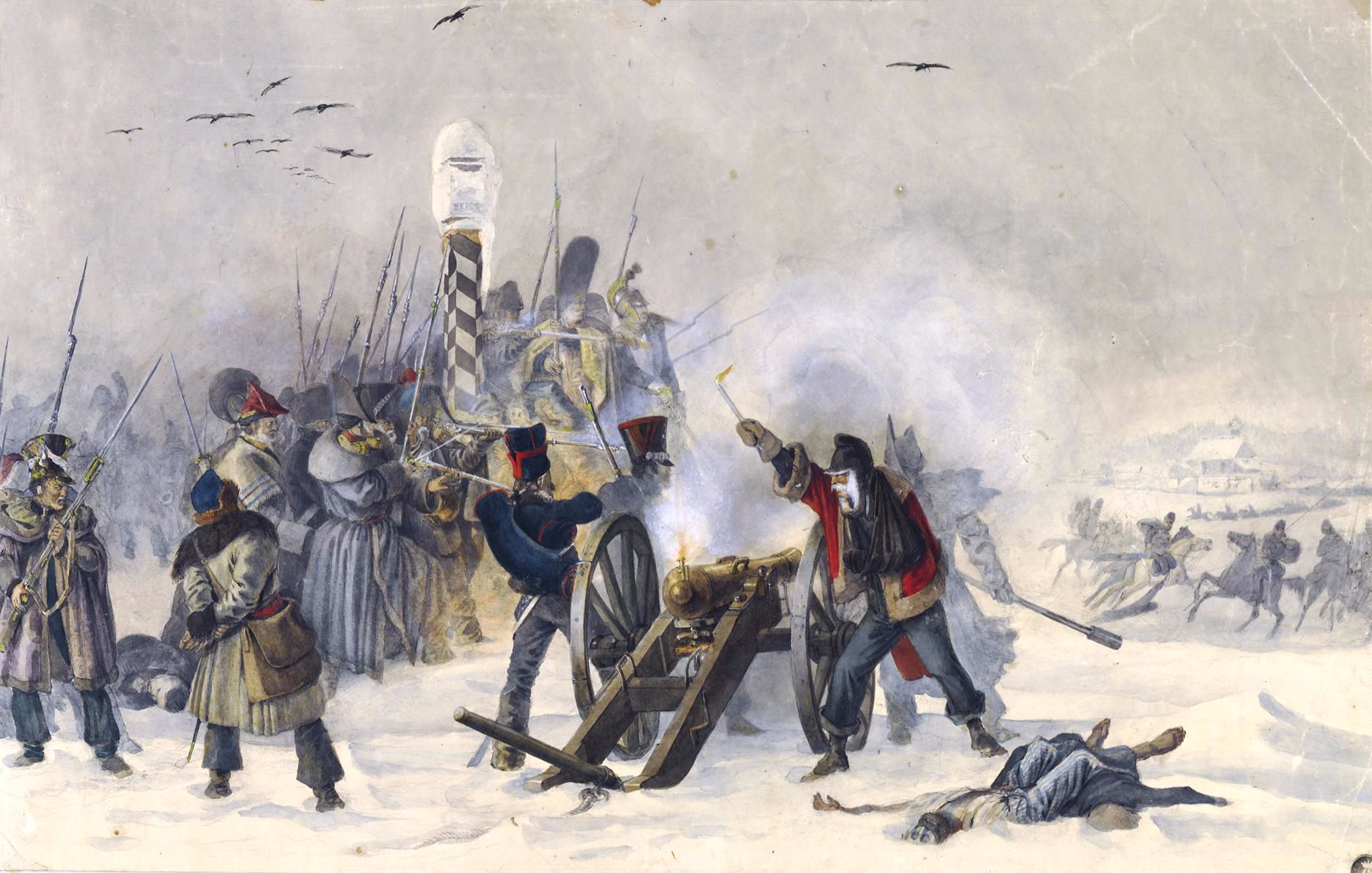
Grande Armée 20 km od Miednik

W roku 1795 Miedniki zostały włączone w skład powiatu wileńskiego guberni wileńskiej. Pierwsze lata po rozbiorach naznaczone są znacznymi przeobrażeniami własnościowymi. Dobra miednickie, do rozbiorów pozostające dzierżawioną własnością wielkoksiążęcą, przeszły w posiadanie kamery carskiej, która wystawiła je na sprzedaż; nabywcą okazał się Ignacy Grabowski, przedtem generalny adwokat asesorii Księstwa. W roku 1796, przejmując majątek, dokonał m.in. zaboru szpitalika augustianów, chorych wypędził, a budynek z gruntem zawłaszczył; sąd ziemski nakazał nieprawnie przejęte dobra zwrócić, ale nie wiadomo z jakim skutkiem. Grabowski, który w nowych warunkach został konsyliarzem stanu Jego Imperatorskiej Mości, nadal nękał miasto; będąc właścicielem karczmy miednickiej w roku 1802 wysłał ludzi, by napadli arendarza konkurencyjnej karczmy augustiańskiej.
Kolejną katastrofą w dziejach Miednik okazał się rok 1812, kiedy wycofująca się spod Moskwy armia francuska osiągnęła z powrotem rejon centralnej Litwy. W warunkach niezwykle ostrej zimy (6 grudnia termometr wskazał w Miednikach −37,5 °C) oddziały francuskie w celach opałowych spaliły całkowicie drewniane budynki w obrębie murów zamkowych i zniszczyły część zabudowań miejskich; złupiły też miejscowość, zanim wycofały się dalej na zachód. Grabowski kontynuował swoją prywatną wojnę; w roku 1815 miał miejsce kolejny najazd jego ludzi, zakończony rabunkiem dóbr miejskich i bezprawnym zrębem drzewa; w tym czasie spłonęła też plebania miednicka, choć nie jest pewne czy w wyniku podpalenia przez ludzi Grabowskiego. Spis parafialny z roku 1827 dokumentuje kolejny okres regresu demograficznego; wykazał w parafii 208 rodzin i 1.386 parafian, zaledwie 40% populacji ujętej w spisie sprzed 46 lat. Na rosyjskiej mapie guberni z lat 20. Miedniki nie są w ogóle zaznaczone, chociaż leżały przy głównym trakcie na wschód, i pomimo że umieszczono na niej sąsiednie Rukojnie, Kienę, Turgiele, czy nawet miednicki przysiółek Kamienny Ług.

### Okres powstaniowy (połowa XIX wieku)

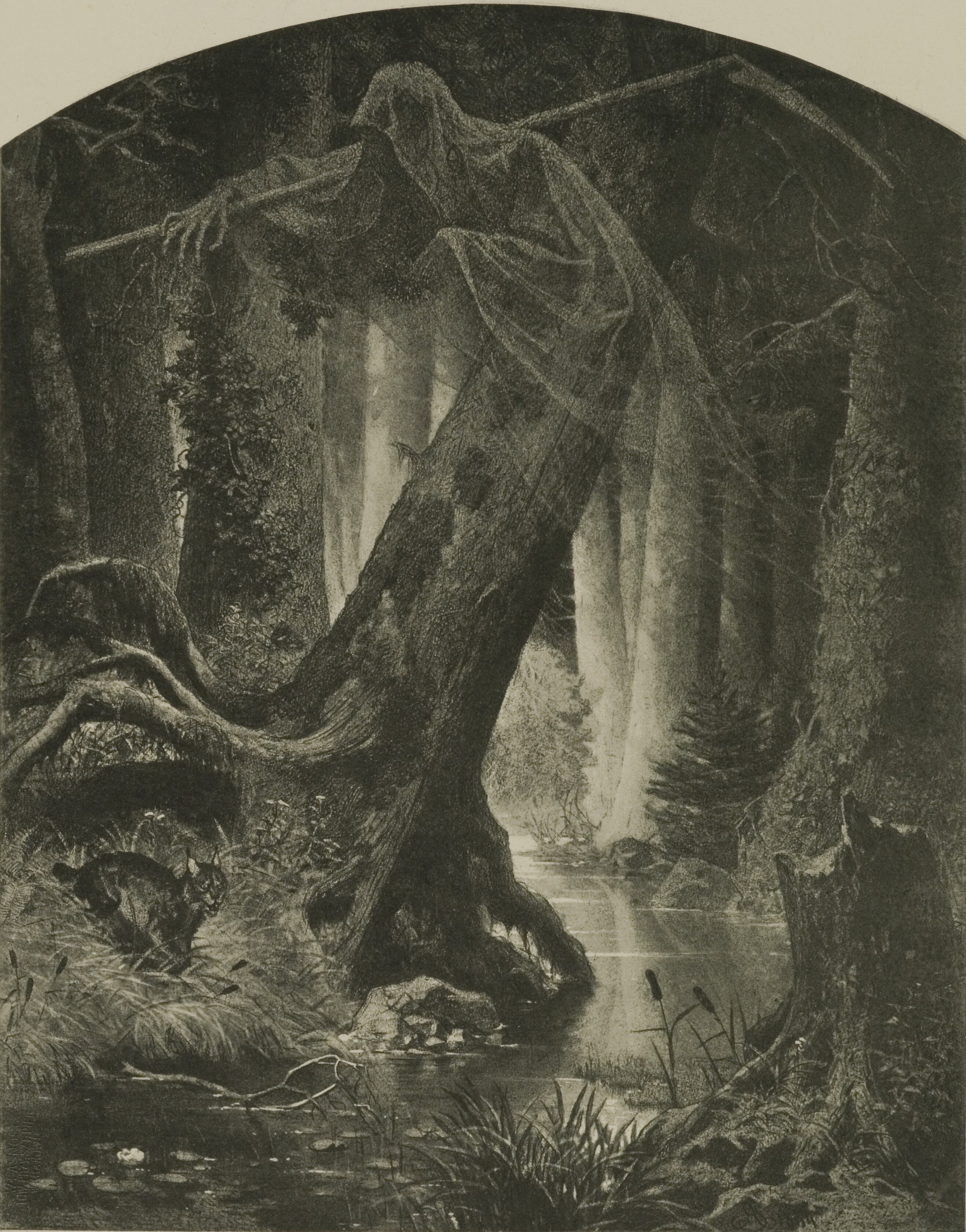
Litwa wg Grottgera

Wiosną roku 1831 w Oszmianie kontrolę przejęły władze insurekcyjne, żadne z konsultowanych źródeł nie wspomina jednak o działaniach powstańczych w Miednikach; wyjątkiem są wzmianki o pomocy udzielanej uciekinierom w pobliskim majątku Koziełł-Poklewskich. Po spacyfikowaniu powstania administracja rosyjska przystąpiła do represji na terenie całej Litwy. Jej ofiarą stały się przede wszystkich struktury kościelne. W roku 1831 Kanonicy Regularni od Pokuty po ponad 400 latach obecności zostali zmuszeni do opuszczenia Miednik. Prawdziwym dramatem okazała się jednak wymuszona przez władze carskie likwidacja kościoła i parafii. W roku 1832 świątynia została zamknięta, a wierni rozdzieleni między sąsiednie parafie w Turgielach, Taboryszkach i Rukojniach; same Miedniki znalazły się w parafii taboryskiej. W roku 1834 budynek nieczynnego kościoła został rozebrany, a materiały przewieziono do Sół, gdzie świątynia została zrekonstruowana jako ośrodek tamtejszej parafii.
Właścicielem dóbr miednickich w tym okresie był syn Ignacego Grabowskiego Józef, a potem spokrewniony z nim Apolinary, major wojsk rosyjskich i wicemarszałek szlachty powiatu wileńskiego. Pod jego rządami miednicka ekonomia została mocno zadłużona; w latach 50. XIX w. Zofia Kamińska wykupiła weksle i zobowiązania Grabowskiego, zostając kolejną właścicielką miejscowych dóbr. W roku 1857 uzyskała ona pozwolenie na budowę kaplicy, wzniesionej tego roku samego roku obok fundamentów rozebranego kościoła; była ta już czwarta z kolei świątynia. Kamińska zapewniła też posługę religijną, choć formalny status sprawującego msze księdza jest niewyjaśniony, a Miedniki nadal należały do parafii Taboryszki. Jednak już po 3 latach i w niejasnych okolicznościach ksiądz został przeniesiony do klasztoru karmelitów w Wilnie, a w tym samym roku 1860 kaplica została rozebrana. W tym okresie miasteczko odwiedził Syrokomla; jego późnoromantyczny tekst poświęcony miednickiemu zamkowi ukazał się w zbiorze, opublikowanym w roku 1860. W czasie Powstania Styczniowego wiosną 1863 w rejonie Miednik formowała się partia powstańcza Józefa Śniadeckiego.

### Okres popowstaniowy (późny wiek XIX)

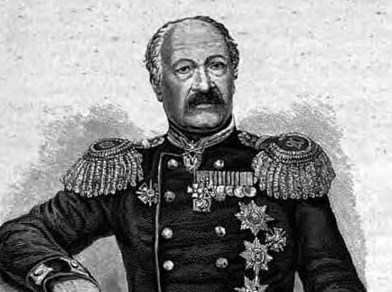
Iwan Łabyncew

W drugiej połowie XIX wieku Miedniki nadal traciły na znaczeniu. Ważną przyczyną dalszej ich marginalizacji było wybudowanie w roku 1873 linii kolejowej Wilno – Mińsk, która omijała miasteczko; przechodziła ona na północ od traktu oszmiańskiego, a najbliższą Miednik stacją okazała się odległa o ok. 12 km Kiena. Według danych z roku 1885 miasteczko miało 297 mieszkańców, głównie katolików. W tym okresie dobra miednickie po raz kolejny zmieniły właściciela, po Kamińskich objął je generał Iwan Łabyncew; przejął on także grunty kościelne, których status po likwidacji parafii pozostawał w zawieszeniu. Po zniesieniu pańszczyzny i stopniowym uwłaszczeniu chłopów grunty zaczęły przechodzić w ich ręce; dokumenty z lat 80. wspominają, że ziemie w okolicy należały do „generała Łabyncewa i włościan”. Nie jest jasne, kto odziedziczył dobra po śmierci Łabyncewa; dokument z roku 1897 jako „jedyną dziedziczkę” wymienia jego wnuczkę Katarzynę z Komarów Drohojowską, ale późniejsze informacje mówią raczej o jej matce, Elżbiecie Komarowej, córce Łabyncewa.
Po reformie administracyjnej Miedniki znalazły się w gminie Szumsk (Шумская волость), w ramach powiatu wileńskiego. W oficjalnym spisie z roku 1905 w gminie szumskiej wyliczonych jest 9 miejscowości określonych jako „Мьдники”. Chociaż jeszcze na przełomie wieków Miedniki miały oficjalnie status miasteczka, to we wspomnianym spisie oznaczone są jako деревня (wieś). Dokładna data utracenia przez Miedniki praw miejskich jest niejasna; prawdopodobnie doszło jedynie do administracyjnego przeklasyfikowania miejscowości bez żadnych istotnych konsekwencji praktycznych. Wspomniana wieś miała wg spisu 269 mieszkańców. Jednak wliczając wszystkie pozostałe miejscowości określone jako Мьдники, w spisie na ogół zaklasyfikowane jako усадьба (osada, przysiółek), ich łączna liczba mieszkańców wynosi 415. W spisie osobno uwzględniono wsie i przysiółki, które obecnie niekiedy traktowane są jako część Miednik, np. Курганы (Kurhany, 222 mieszkańców) czy Язово (Józefowo, 34).

### Kryzys i wojny (wczesny wiek XX)

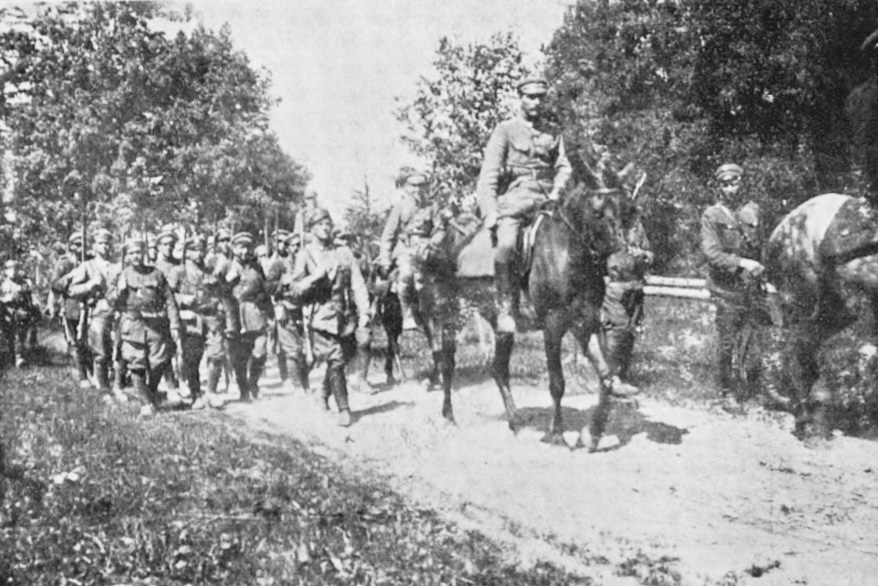
Dywizja Litewsko-Białoruska

Jeszcze w latach 1900–1902 mieszkańcy Miednik wznowili starania o nowy kościół, zwracając się do władz cywilnych; gubernator wileński nie sprzeciwiał się i nadał sprawie dalszy bieg, jednak ostatecznie administracja carska nie wyraziła zgody. Już w roku 1905 miedniczanie podjęli swoje próby na nowo, tym razem jednak zwracając się do hierarchii biskupiej; w liście do biskupa wileńskiego Roppa wskazywali, że w niedalekich Ławaryszkach wybudowano nowy kościół, a stary można przenieść do Miednik. Po ławaryski budynek chciały jednak sięgnąć również inne miejscowości; sprawa utknęła w trybach biskupiej biurokracji wileńskiej i do upadku władzy rosyjskiej nie doczekała się rozwiązania. Wiadomo natomiast, że w pierwszych dekadach XX wieku w Miednikach funkcjonowała państwowa trzyletnia szkoła rosyjska; w roku 1911 uczęszczało do niej 34 uczniów.
Nie wiadomo, ilu mieszkańców Miednik zostało powołanych do armii rosyjskiej po wybuchu I wojny światowej. We wrześniu 1915 roku cała Wileńszczyzna została zajęta przez armię niemiecką; biskup wileński, który nie musiał liczyć się już z presją administracji, w roku 1916 wyraził zgodę na erygowanie w Miednikach parafii i wzniesienie świątyni. W roku 1917 postawiono prowizoryczną kaplicę, a nowa parafia miała 3.287 wiernych, większość przejętych po parafii taboryskiej. W kolejnych latach wieś przechodziła kilka razy z rąk do rąk; w styczniu 1919 miejsce wycofujących się Niemców zajęli bolszewicy, w kwietniu 1919 armia polska, w lipcu 1920 ponownie bolszewicy, w sierpniu 1920 administracja Republiki Litewskiej, a w październiku 1920 wojska Żeligowskiego. Żadne ze znanych źródeł nie podaje informacji o losach Miednik w tym okresie. Podczas wyborów do tzw. Sejmu Wileńskiego wieś znalazła się w okręgu Wilno Południe, ale wyniki wyborów na poziomie gminy nie są znane. W kwietniu 1922 podobnie jak cała Wileńszczyzna Miedniki zostały inkorporowane do II Rzeczypospolitej.

### W Polsce (1922–1939)

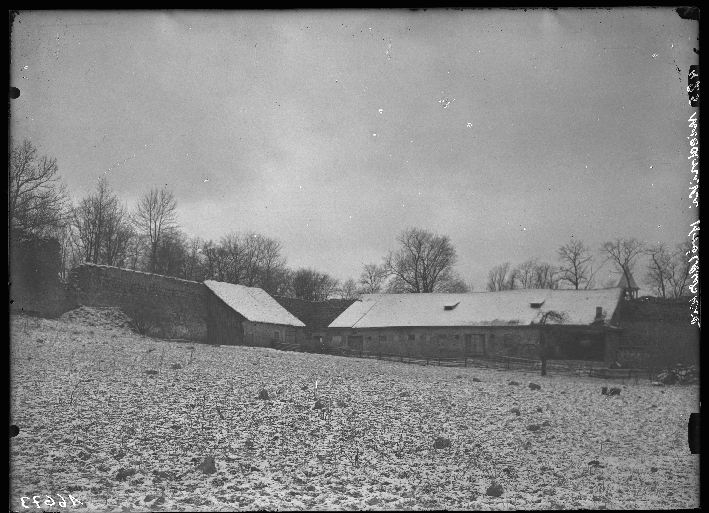
zamek, okres międzywojenny

Po wcieleniu do II RP wieś Miedniki znalazła się w gminie szumskiej w powiecie wileńskim. Jesienią 1921, gdy przeprowadzano spis powszechny, miejscowość była jeszcze poza terenem Polski. Kolejny spis, z roku 1931, wykazał we wsi 79 domów i 504 mieszkańców; osobno liczone były kolonie i przysiółki będące obecnie faktycznie częścią Miednik, jak Kurhany (45 domów, 249 mieszkańców) czy Józefowo (odpowiednio 14 i 64). Statystyki kościelne wykazują zbieżne dane; w roku 1927 w całej parafii było 2.877 wiernych, w 1931 – 3.017 wiernych, a w roku 1934 – 3.287 wiernych. W tym ostatnim przypadku w samych Miednikach było 502 parafian; inne większe miejscowości na terenie parafii to Kurhany (294), Żemajtele (223), Gudzie (201), Podwarańce (197), Dworce (181), Bojary (127) i Wołkogule (116). Teren parafii był niemal wyłącznie katolicki; mieszkało na nim 3 prawosławnych i kilkudziesięciu starozakonnych.
Przygniatającą większość mieszkańców Miednik stanowili rolnicy ew. robotnicy rolni; oprócz niewielkich cegielni czy tartaków na pobliskich terenach brak było zakładów przemysłowych. Skala migracji zarobkowych do Wilna była niewielka. Elżbieta Komarowa już w roku 1908 rozpoczęła parcelację miednickich dóbr; obawiając się skutków reformy rolnej, jeszcze przed wejściem jej w życie wyprzedała w ręce chłopskie znaczną część majątku. Proces ten znaczony był konfliktami; aby zdobyć grunt pod budowę kościoła potrzebna była pomoc Zarządu Ziemskiego, a uzyskana działka znajdowała się w pewnym oddaleniu od wsi, z drugiej strony ruin zamkowych. W roku 1927 mieszkańcy kupili zamknięty kościół w Rukojniach, a materiały z niego zostały użyte do budowy kościoła w Miednikach, który poświęcono w roku 1929; była to już szósta świątynia z kolei i pierwsza na nowym miejscu. W latach 20. w gminie funkcjonowały 4 szkoły: w Miednikach (180 uczniów), Podwarańcach, Żemajtelach i Nielidziszkach; po reformie jędrzejewiczowskiej od roku 1936 sześcioletnia szkoła powszechna działała w Miednikach.

### II wojna światowa (1939–1944)

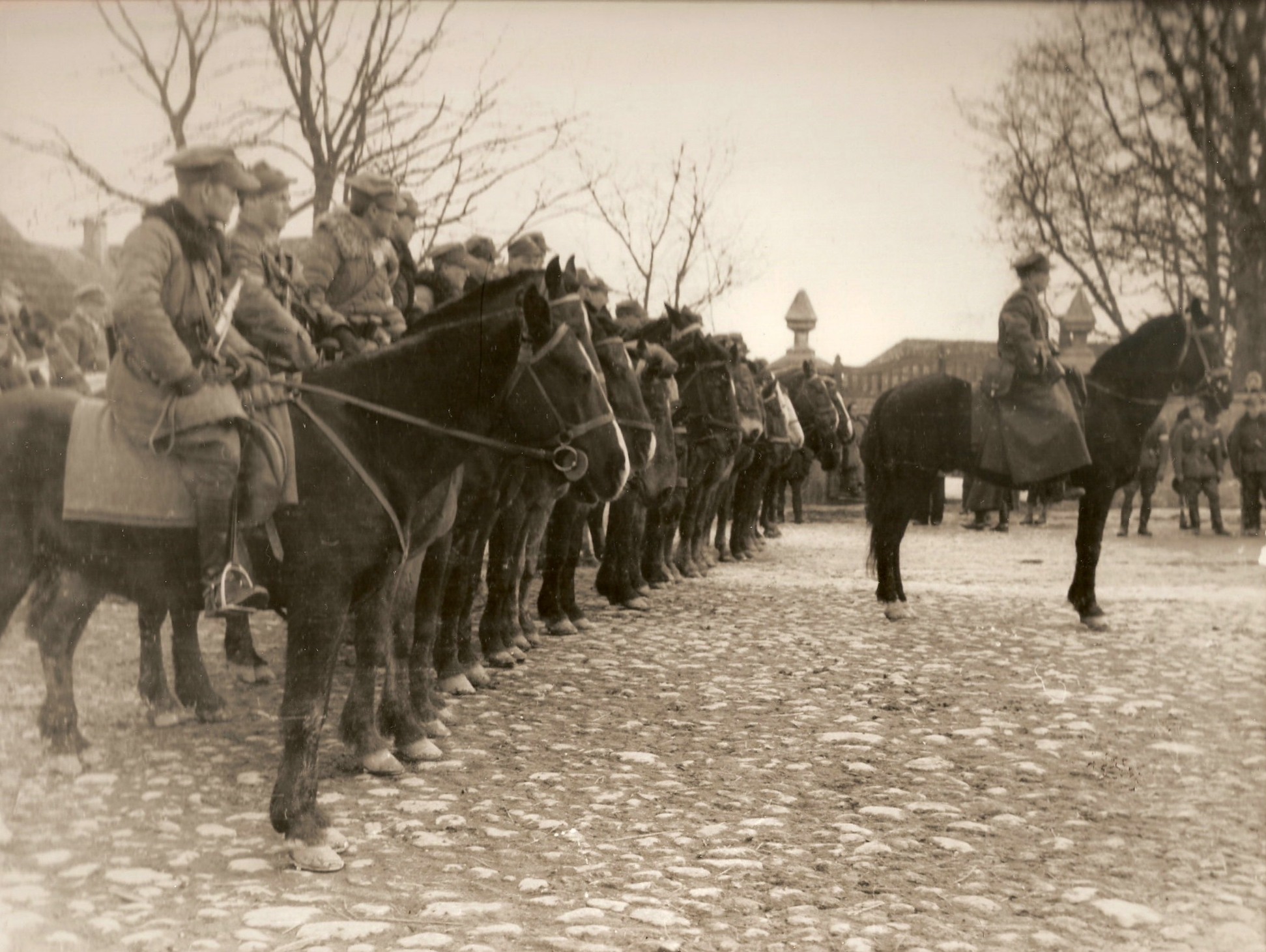
3. Brygada AK, 13 km od Miednik

Dwa dni po inwazji radzieckiej z 17 września 1939 Miedniki bez walki znalazły się pod kontrolą Armii Czerwonej. W końcu października wieś wraz ze znaczną częścią Wileńszczyzny została przekazana przez ZSRR Republice Litewskiej. Pobliska świeżo ustanowiona granica litewsko-radziecka oddzieliła miejscowość od niektórych historycznie związanych z Miednikami wsi i przysiółków, np. Kamienny Ług jako część gminy oszmiańskiej znalazł się w Białoruskiej SRR; niektóre dalej położone pola należące do miednickich gospodarzy również znalazły się już za granicą. W czerwcu roku 1940 wieś wraz z całą Litwą została wcielona do Związku Radzieckiego jako część Litewskiej SRR; administracyjnie znajdowała się w gminie Šumsko valsčius w powiecie wileńskim. W czerwcu 1941 Miedniki zostały zajęte przez Wehrmacht i zaczął się trwający nieco ponad 3 lata okres okupacji niemieckiej.
Od roku 1943 rejon na południowy wschód od Wilna, jako część tzw. Inspektoratu A Okręgu Wileńskiego Armii Krajowej, stał się terenem operacyjnym polskich grup partyzanckich. W początkach roku 1944 rozwinęły się one w 3. Brygadę AK. Przeprowadziła ona w rejonie kilkadziesiąt akcji bojowych i przez krótkie okresy kontrolowała sąsiednie miejscowości, jak Szumsk czy Turgiele; wiadomo, że 23 lutego 1944 jej oddziały przeprowadziły zasadzkę pod Miednikami, ale nie jest jasne czy brygada kiedykolwiek zajęła wieś. W początkach lipca 1944 dowództwo koncentrujących się przed Operacją Ostra Brama jednostek AK znajdowało się w Wołkorabiszkach, 8 km od Miednik. Po zakończeniu operacji struktury armii radzieckiej i NKWD przystąpiły do zatrzymywania żołnierzy AK, których odsyłano do Miednik i trzymano pod strażą w obrysie murów ruin zamku miednickiego. Szacuje się, że 20 lipca na zamkowym dziedzińcu przebywało około 4–6 tysięcy rozbrojonych jeńców. Pod koniec miesiąca większość z nich pod strażą przemaszerowała na kolejową stację w Kienie, skąd wywieziono ich do Kaługi.

### Litewska SRR, pierwsze dekady (1944–1965)

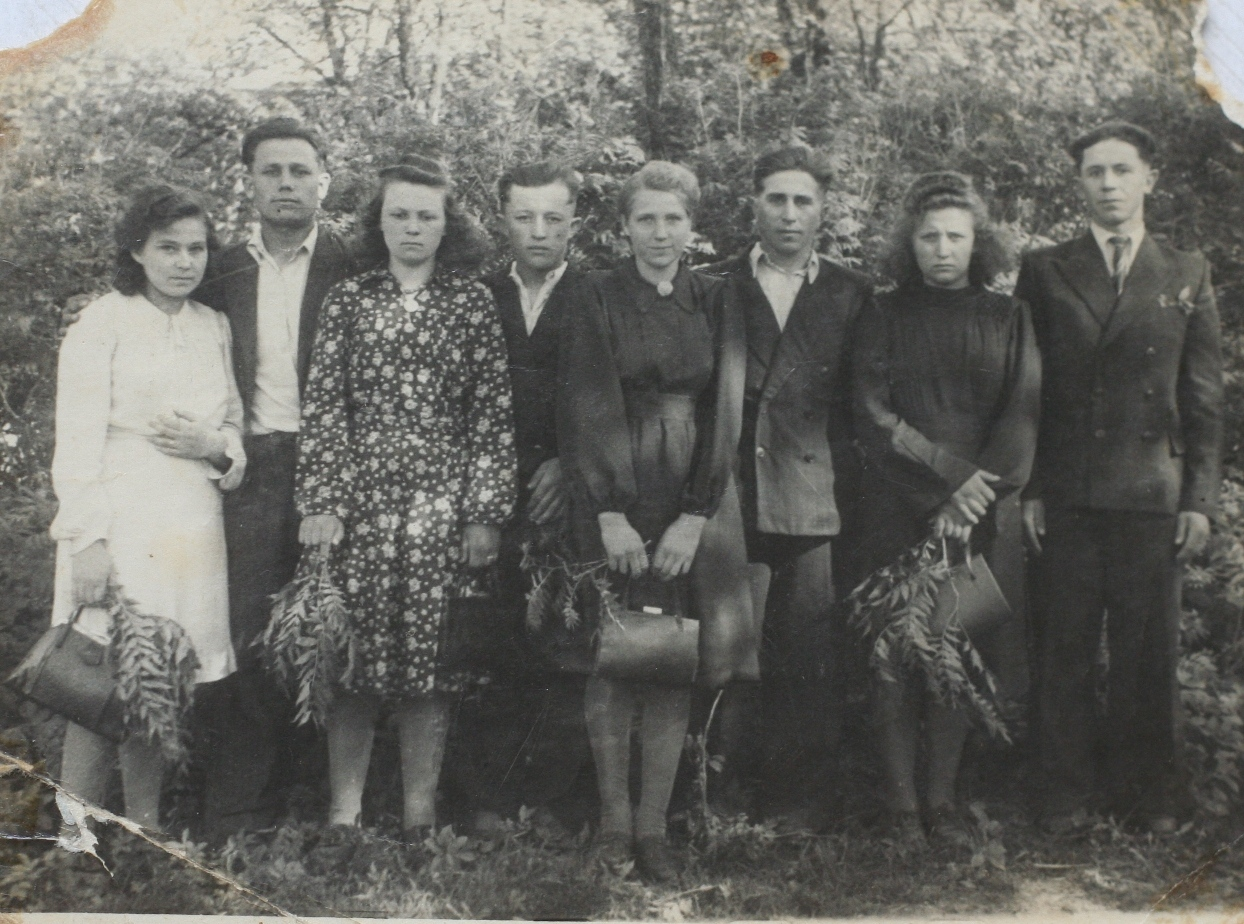
młodzi z Miednik, ok. 1950

W odtwarzanych strukturach Litewskiej SRR początkowo Miedniki znalazły się ponownie w gminie Szumsk. Bardzo niewielu mieszkańców zdecydowało się na tzw. repatriację do Polski i niemal wszyscy pozostali na swojej ojcowiźnie. Jednak niektórzy, zwłaszcza właściciele większych gospodarstw zatrudniających siłę najemną, jako tzw. kułacy podlegali karnym wywózkom. W latach 1948–1952 z terenu parafii zesłano na Syberię (głównie do obwodu tomskiego) co najmniej 53 osoby, czyli ok. 2% populacji, jednak w przypadku niektórych przysiółków, np. Józefowa, odsetek ten sięgnął 11%. Część wywiezionych po zwolnieniu z zesłania wyjechała do PRL, niektórzy dopiero w drugiej połowie lat 50. Na przełomie lat 40. i 50. przystąpiono do przymusowej kolektywizacji gruntów; wieś stała się ośrodkiem kołchozu „Czerwony Sztandar”, który miał przetrwać prawie 40 lat. W roku 1950 po reformie administracyjnej Miedniki przestały podlegać administracyjnie pod Szumsk i stały się siedzibą gminy (Medininkų apylinkė) w powiecie (wg radzieckiej nomenklatury rejonie) Nowa Wilejka.
Zgodnie z przyjętym w ZSRR standardem teoretycznie językiem urzędowym w Miednikach był język narodowy republiki, czyli litewski, oraz język rosyjski. W praktyce w kołchozie porozumiewano się najczęściej po rosyjsku lub po prostemu, czyli polsko-białoruską mieszanką językową. W otworzonej pod koniec lat 40. szkole jako język nauczania przyjęto polski, choć kierownictwo szkoły stanowili Rosjanie. Do drugiej połowy lat 50. nauka kończyła się maturą; w latach 1956–1958 zdało ją 25 uczniów. Potem szkoła przeszła na ośmioletni profil powszechny i od tego czasu w Miednikach nie było placówki na poziomie ponadpodstawowym. W roku 1959 Nową Wilejkę włączono do miasta Wilna; w związku z tym gmina miednicka przeszła z powiatu nowowilejskiego do powiatu wileńskiego. W roku 1963 gminę zlikwidowano i przyłączono do gminy Podwarańce, ale w roku 1965 powrócono do starej formuły administracyjnej. Odsetek miedniczan, członków partii komunistycznej, pozostaje nieznany.

### Litewska SRR, ostatnie dekady (1965–1988)

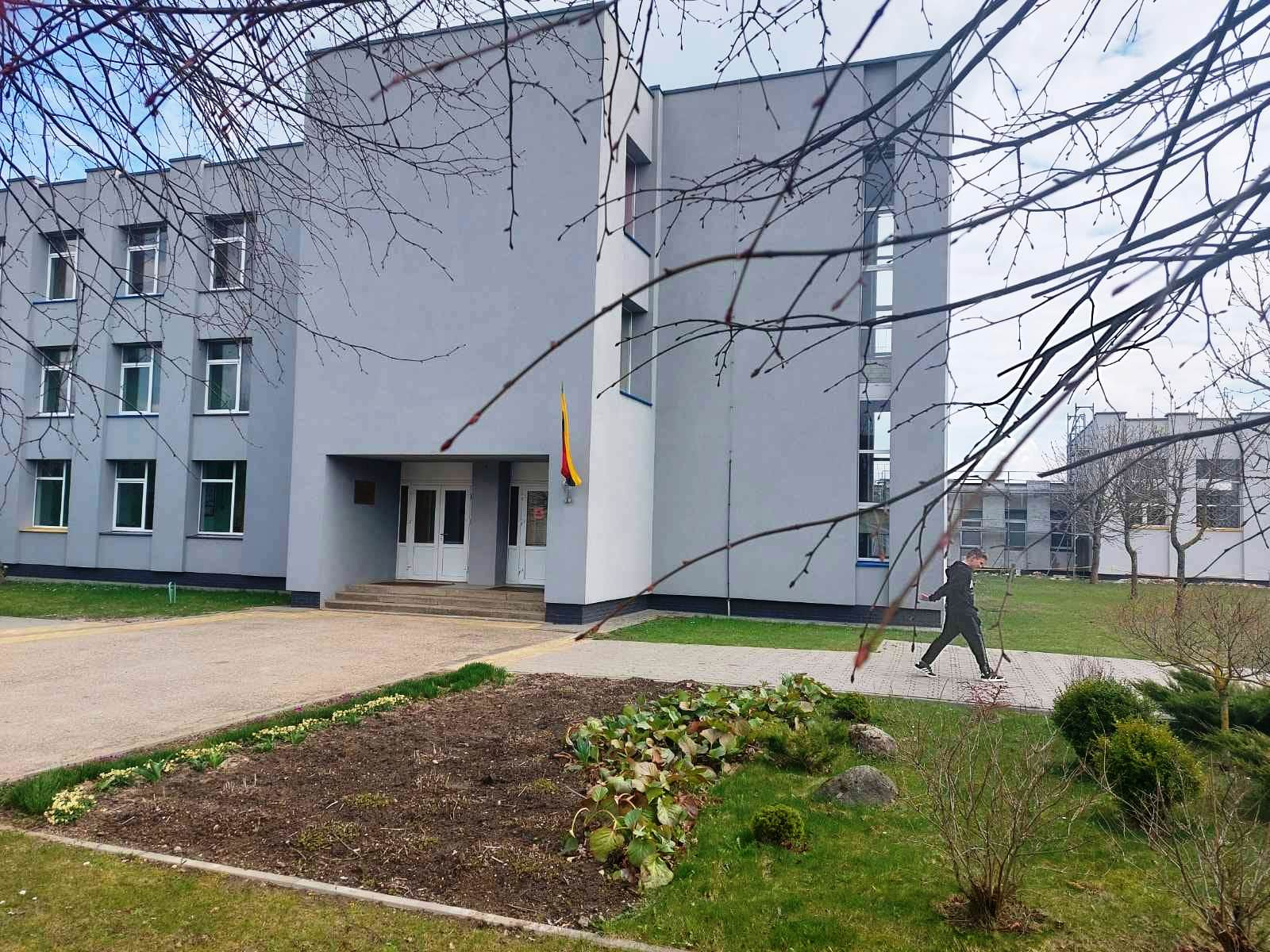
gimnazjum (widok obecny)

Miedniki i okolice pozostały gminą typowo rolniczą, gdzie nie lokowano żadnych zakładów przemysłowych. Inwestycją, która zmieniła charakter wsi, było natomiast osiedle domów stawianych przez kołchoz dla swoich pracowników, budowane od połowy lat 70. Kolejne budynki lokowano systematycznie przy siatce dróg-ulic na południe od kościoła. W rezultacie historyczna oś miejscowości, prowadząca wzdłuż linii wschód-zachód poniżej zamku, nabrała charakteru drugorzędnego; środek ciężkości Miednik przeniósł się powyżej ruin, wzdłuż osi północ-południe. Do zaniku tradycyjnego centrum wsi, które stało się powoli pustym skrzyżowaniem, przyczyniła się największa inwestycja infrastrukturalna w rejonie: ukończona w latach 70. nowa droga z Wilna do Mińska. Nie przebiegała ona po nitce historycznej drogi z Miednik do Oszmiany, ale równolegle ok. 2 km na północ; odsunięto od miejscowości narastający ruch kołowy, zwłaszcza transport ciężki, ale z drugiej strony Miedniki nabrały jeszcze bardziej peryferyjnego charakteru.
Wieś zelektryfikowano w latach 50. Na miednickim zamku dwukrotnie prowadzono na stosunkowo niewielką skalę działania konserwatorskie; pierwszy raz trwały one na przełomie lat 50. i 60., a drugi raz w początku lat 70; w obu przypadkach ich celem były prace wykopaliskowe oraz zabezpieczenie niszczejącej konstrukcji, która pozostała otwartą ruiną. W roku 1967 w Miednikach wzniesiono duży, nowoczesny budynek szkolny. W roku 1981 dobudowano do niego nowe moduły w postaci sali sportowej, stołówki i biblioteki, ukończono też duże przyszkolne boisko sportowe; w latach 70. i 80. szkołę opuszczało 40–50 abiturientów rocznie. Inne widoczne do dziś inwestycje to 4 piętrowe bloki mieszkalne, obszerne przedszkole, budynek urzędu starostwa i sklep. Te mniej zauważalne to sieć wodociągowa i częściowo kanalizacyjna. Stosunkowo gęsta sieć połączeń autobusowych oraz około godzinny czas dojazdu sprawiły, że narastający odsetek mieszkańców podjął pracę w Wilnie. Poza krótkimi okresami, w miednickim kościele w niedziele nadal odprawiano mszę świętą.

### W Republice Litewskiej (późny wiek XX)

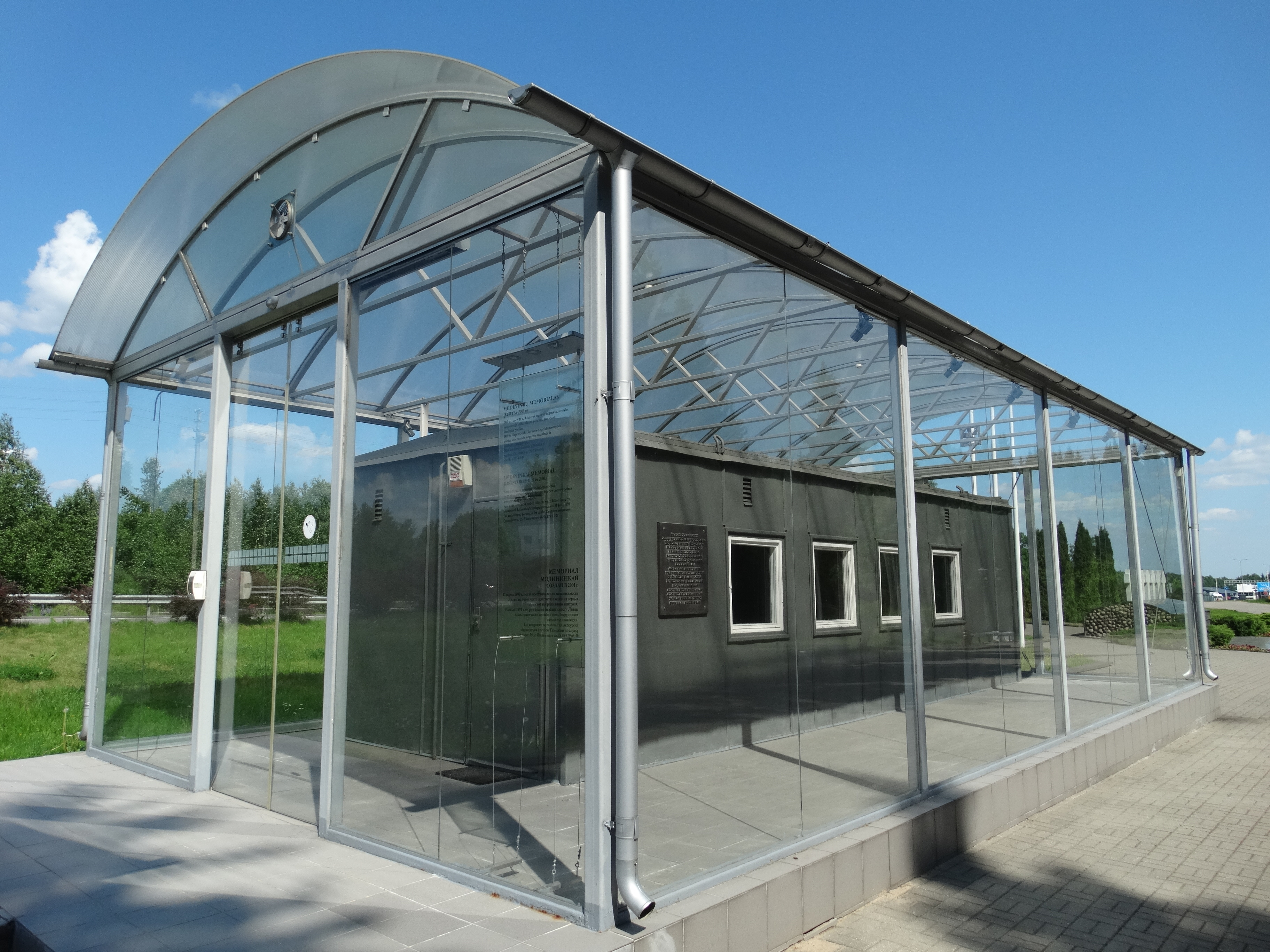
miejsce wydarzeń z 1991

W roku 1988, w początkach dekompozycji ZSRR, Litwa przechodziła przeobrażenia ustrojowe; gmina Miedniki wraz z 8 innymi złożyła protest przeciw planowanej legislacji dotyczącej języka litewskiego, ale w 1989 został on zignorowany przez prezydium Rady Najwyższej LSRR. W 1991 w okolicach Miednik doszło do niewyjaśnionego do dziś zdarzenia, w którym 31 lipca 1991 zginęło 7 funkcjonariuszy litewskich służb celnych, granicznych i porządkowych. Zdaniem litewskich organów sądowniczych, doszło wtedy do ataku oddziałów OMON. Granica między republikami litewską a białoruską stała się granicą państwową między Litwą a Białorusią; znalazła się ona ok. 2 km od centrum Miednik i kilkaset metrów od niektórych domów. W roku 1994 likwidacji uległa dotychczasowa forma władzy samorządowej, lokalna Rada Deputowanych Ludowych. W jej miejsce w roku 1995 powołano starostwo miednickie z siedzibą w Miednikach, które stało się częścią powiatu wileńskiego ziemskiego (Vilniaus rajono savivaldybė); ten z kolei stał się częścią okręgu wileńskiego. W tym samym roku przeprowadzono też pierwsze wybory do władz lokalnych, które tak na poziomie starostwa jak powiatu wygrała Akcja Wyborcza Polaków na Litwie; pierwszym z wyboru starostą miednickim został Czesław Ancukiewicz.
W ramach przemian ustrojowych i gospodarczych kołchoz „Czerwony Sztandar” został rozwiązany, a jego nieruchomości i majątek ruchomy zostały podzielone między lokalne spółdzielnie rolne, przedsiębiorstwa i prywatnych właścicieli; w ograniczonym zakresie doszło do restytucji gruntów, przejętych przez władze radzieckie niemal pół wieku wcześniej. W związku z bliską granicą a zwłaszcza przejściem granicznym na najważniejszej trasie między Mińskiem a Wilnem, w Miednikach i okolicach zaczęły powstawać firmy z branż logistycznej i transportowej. W początku lat 90. w Miednikach pojawił się przysłany przez prowincję polską zakonnik franciszkański, a po nim kilku innych; w roku 1994 doszło do założenia niewielkiego franciszkańskiego klasztoru pw. św. Kazimierza, pierwszego po likwidacji klasztoru augustianów 163 lata wcześniej. Krótko w jego skład wchodziły także nowicjat i postulat, pod koniec dekady przeniesione jednak do Wilna.

## Współczesność

### Administracja i demografia

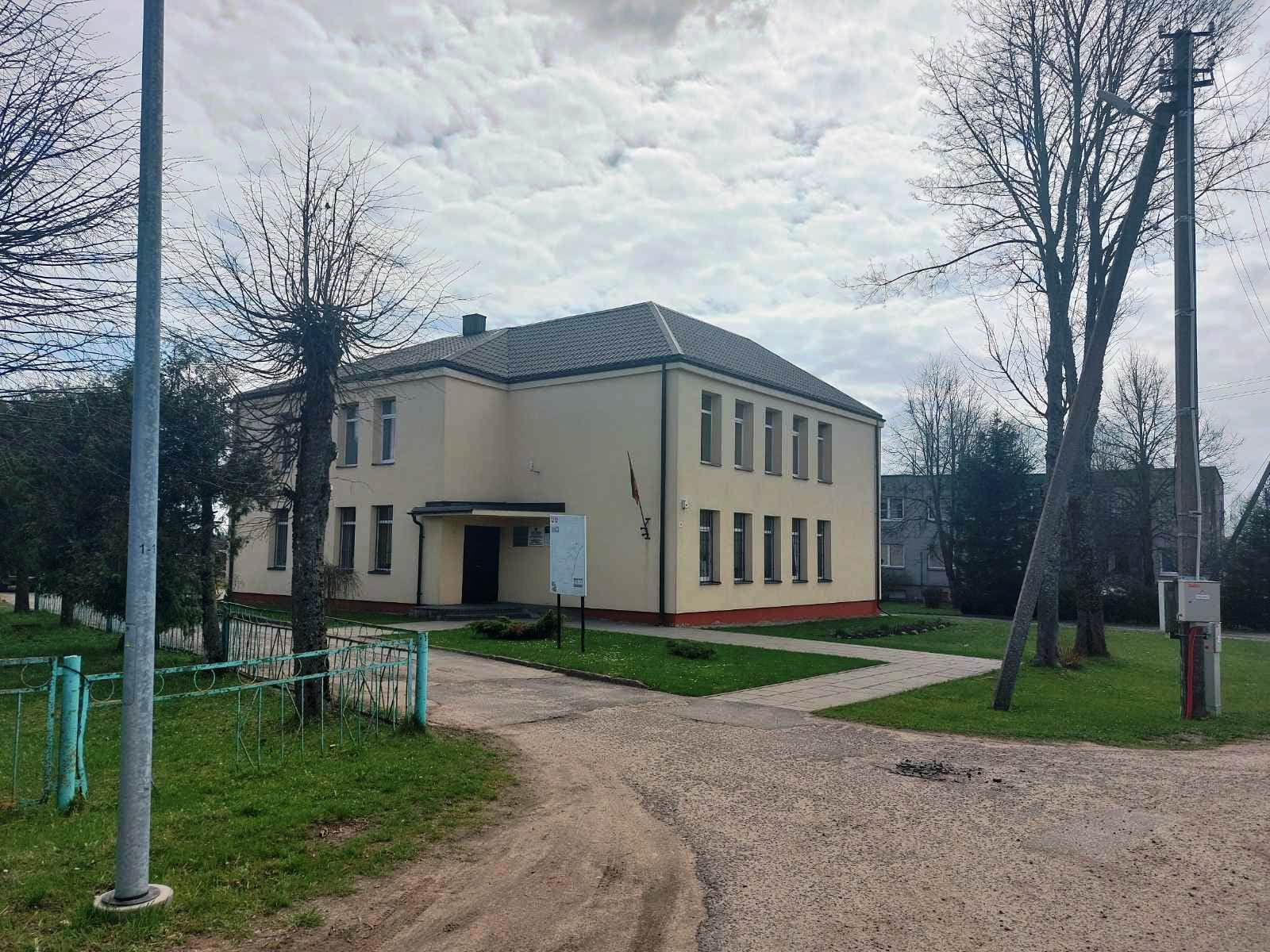
urząd starostwa

Pod względem administracyjnym wieś Miedniki jest najważniejszą miejscowością starostwa miednickiego; jest to jedno z 23 starostw powiatu wileńskiego, który z kolei jako jeden z 8 powiatów tworzy Okręg Wileński (lit. Vilniaus apskritis), jedną z 10 jednostek administracyjnych pierwszego rzędu na Litwie. Pod względem ilości mieszkańców (1.374) starostwo jest jednym z mniej ludnych i zajmuje 439. miejsce na Litwie. Również pod względem powierzchni jest jednym z mniejszych (62,9 km², 404. miejsce). Pod względem gęstości zaludnienia (22 osoby na km²) starostwo znajduje się w środku stawki (255. miejsce). Z całości powierzchni starostwa 50 km² stanowią użytki rolne, 10,8 km² lasy, a resztę zabudowania, nieużytki i wody (głównie niewielkie jeziora i stawy). Administracyjnie starostwo dzieli się na 5 podstarostw (lit. seniūnaitija), jednostek administracyjnych najniższego, 4. rzędu.
Według spisu z 2011 roku na terenie starostwa znajdowało się 37 miejscowości (wsi, przysiółków, osad itp.). Miedniki zamieszkane były przez 580 osób; kolejne największe wsie to Podwarańce (114), Łabiszki (72) i Kurhany (68), choć niekiedy granice między nimi są płynne (np. najbliższe budynki Miednik i Kurhanów dzieli ok. 500 metrów). Od kilku dekad następuje wyludnienie tak powiatu, jak Miednik; od czasu upadku ZSRR liczba ludności wsi zmniejszyła się o ok. 30%, a w roku 2022 w starostwie ubyło 43 mieszkańców. Spośród mieszkańców starostwa (brak danych dla samych Miednik) 63% znajduje się w wieku produkcyjnym (860 osób), 21% to niepełnoletni (284 osoby), a 17% stanowią emeryci (230 osób). W powiecie wileńskim starostwo ma drugi najniższy odsetek ludzi młodych i trzeci najwyższy odsetek emerytów. Miedniki są też jednym z najbardziej sfeminizowanych starostw powiatu. Podobnie jak w większości starostw na południowy wschód od Wilna, zdecydowaną większość stanowią Polacy (93,2%). Nieznaczną mniejszość tworzą Litwini (3,2%) i Rosjanie (2,9%).

### Gospodarka

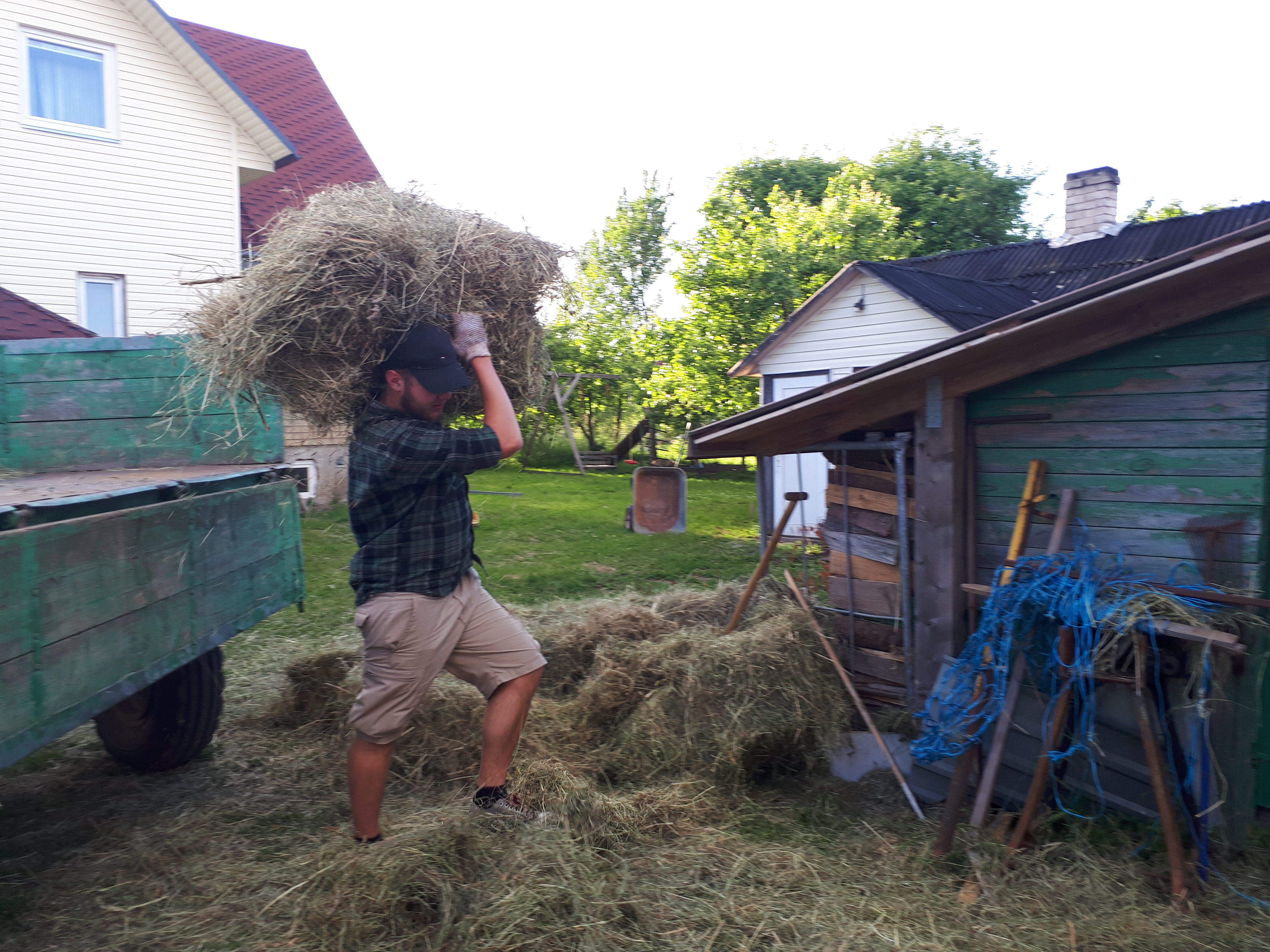
zwózka siana, Miedniki

Do początków XXI wieku większość mieszkańców Miednik utrzymywała się w całości lub w znacznej części z rolnictwa. Obecnie nadal wiele rodzin prowadzi gospodarkę agrarną, głównie opartą na uprawie zbóż i roślin pastewnych. Profil gospodarki mleczno-hodowlanej niemal zanikł, a widok krowy czy konia na miednickich łąkach jest coraz większą rzadkością. Wiele gospodarstw domowych utrzymuje przydomowe ogródki, sady i działki, ale najczęściej na własny użytek i w niewielkim stopniu z przeznaczeniem na działalność komercyjną; podobnie jeśli chodzi np. o hodowlę drobiu. Pojedyncze firmy prowadzą działalność wyspecjalizowaną zorientowaną na wileński rynek konsumencki, np. handel kwiatami.
Od kilkudziesięciu lat najbardziej dynamicznie rozwija się sektor usług związanych z transportem kołowym. Firma Trumtransa prowadzi składy konsygnacjne, magazyny, wynajem samochodów (głównie ciągników siodłowych), warsztaty mechaniczne dla ciężarówek, sprzedaż części oraz serwis brokerski i serwis obsługi celnej. Specjalizuje się jednak w przewozach, głównie między krajami bałtyckimi a Białorusią i Rosją. Podobny profil ma inna miednicka firma, Hegvita Agro; dodatkowo oferuje ona wynajem autobusów i sprzętu specjalistycznego (pługi śnieżne, wywrotki, koparki, spychacze), oraz kompleksowe usługi związane z wykorzystaniem tego ostatniego. Zróżnicowana flota obu firm obejmuje tak furgonetki jak zestawy ciągników siodłowych i naczep. Usługi graniczne (np. celne) oferują też działające w miejscowości firmy, które mają siedzibę poza Miednikami, np. Durga.
W Miednikach funkcjonuje kilka sklepów spożywczo-przemysłowych; ich liczba zmienia się w zależności od koniunktury, najczęściej wahając się między dwoma a trzema. Niektóre pracownie działają w ramach wzajemnych usług sąsiedzkich. Niewielki odsetek mieszkańców wykorzystuje bliskość granicy i prowadzi usługi związane z pobliskim litewsko-białoruskim przejściem granicznym (sprzedaż winiet, ubezpieczeń, wymiana walut, stacja benzynowa). Zatrudnienie dają miejscowy urząd starostwa, szkoła i przedszkole. Trudny do oszacowania odsetek miedniczan, zwłaszcza młodych, pracuje w Wilnie.

### Infrastruktura samorządowa i państwowa

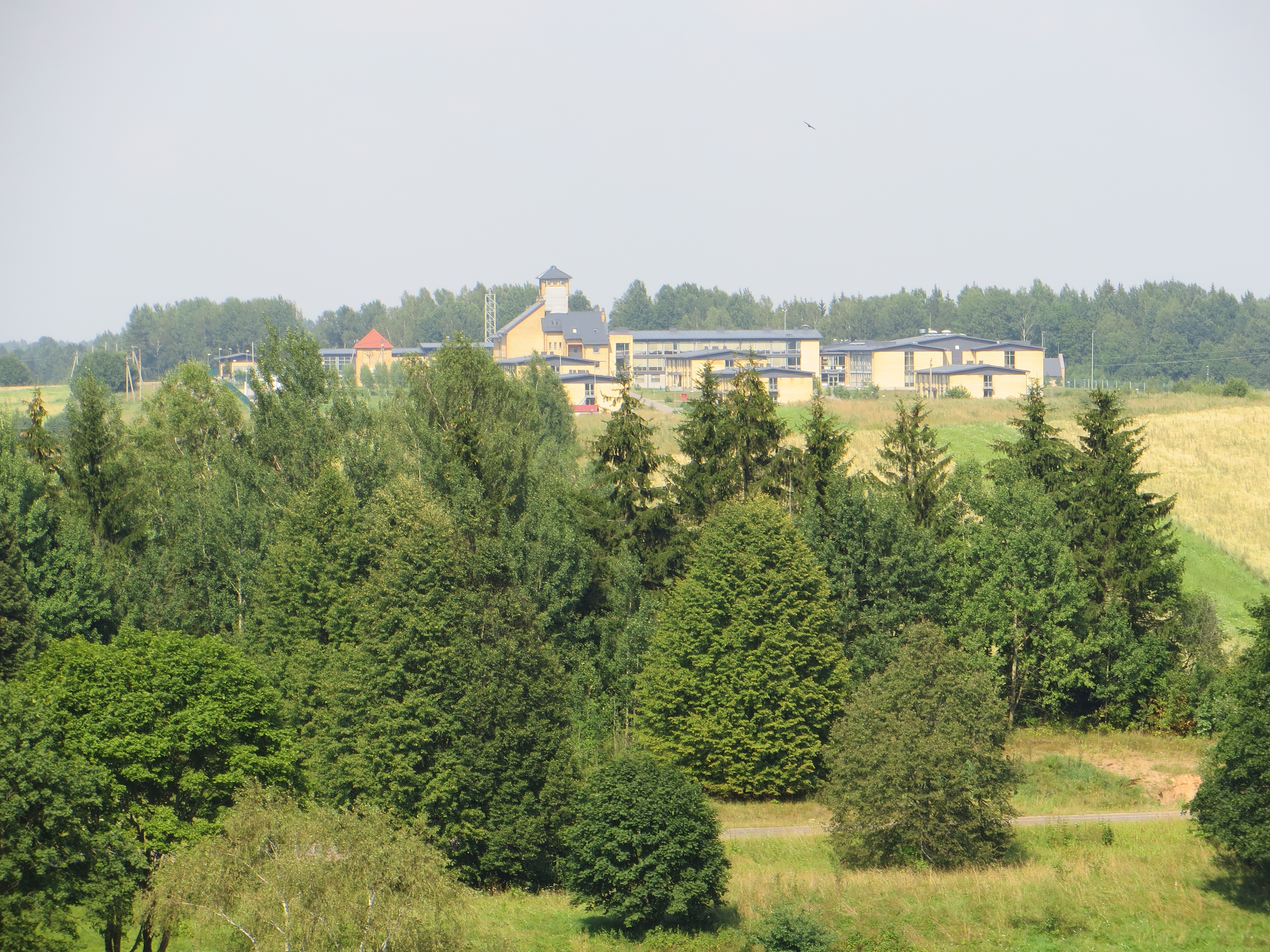
Medininkų pasieniečių mokykla

Formalnie najważniejszym elementem oficjalnej infrastruktury pozostaje urząd starostwa, w którym mieści się jednocześnie oddział pocztowy. Starostwo jest organem prowadzącym dla gimnazjum im. św. Kazimierza. W roku szkolnym 2022/2023 w szkole uczyło 15 nauczycieli; szkoła na swojej witrynie nie podaje ani liczby oddziałów klasowych, ani liczby uczniów. Liczba abiturientów szkoły systematycznie spada; w latach 80. jej mury opuszczało ok. 40–50 uczniów rocznie, od lat 90. jest to średnio ok. 10 uczniów. Nauka prowadzona jest w języku polskim. Drugim istniejącym elementem infrastruktury edukacyjno-wychowawczej w Miednikach jest przedszkole. Starostwo utrzymuje sieć ulic we wsi; w początkach 3. dekady XXI wieku było ich 12. Do obowiązków starościnnych należy też utrzymywanie 46,2 km dróg lokalnych; z nich 42 km ma status dróg utwardzonych. Krytykę niektórych środowisk budzi domniemany brak zainteresowania władz budową ścieżek rowerowych.
Poza kompetencjami władz lokalnych jest przechodząca ok. 2 km od centrum miejscowości droga A3, mająca status drogi głównej (lit. magistralinis kelias); jest ona częścią europejskiego korytarza transportowego E28, prowadzącego z Berlina do Mińska. Przez Miedniki przechodzą 3 drogi krajowe: na północ do Szumska droga 5358, na południe do Turgiel droga 5213, oraz na zachód do Rukojni droga 5258 (jej dwukilometrowy odcinek wschodni kończy się ślepo na granicy z Białorusią). Na terenie starostwa nie ma linii kolejowej. Na odcinku ok. 9 km wschodnia granica starostwa pokrywa się z granicą państwową między Litwą a Białorusią. Najważniejszą inwestycją państwa litewskiego w Miednikach jest Szkoła Straży Granicznej, poprzednio mieszcząca się w Wisagini. Po ok. 2 latach budowy, jej budynki oddano do użytku w roku 2007. Usytuowane są w pewnym oddaleniu od wsi, stanowiąc duży zespół ponad 10 gmachów; studenci są zakwaterowani w budynkach koszarowych. Absolwenci szkoły uzyskują wyższe wykształcenie.

### Polityka

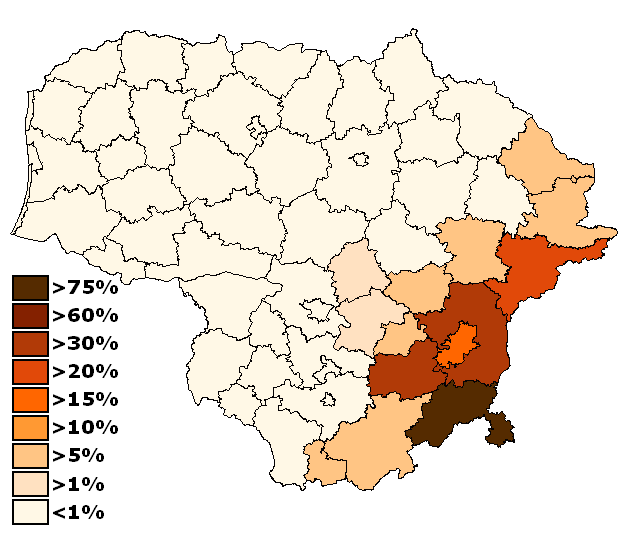
Polacy na Litwie

Najważniejszą organizacją społeczno-polityczną działającą w Miednikach jest Związek Polaków na Litwie. Życie polityczne w starostwie i w Miednikach od lat zdominowane jest przez polityczną emanację ZPL, Akcję Wyborczą Polaków na Litwie, która wygrywa kolejne wybory. W wyborach z marca 2023 w miednickim okręgu wyborczym AWPL zdobyła 79% głosów i był to trzeci najlepszy wynik tej partii w Okręgu Wileńskim. Wysiłki lokalnych ZPL i AWPL koncentrują się na próbach podniesienia stopy życiowej przy jednoczesnym zachowaniu polskiej tożsamości mieszkańców. Pomimo tego, działania polskich samorządowców nie doprowadziły np. do umieszczenia podwójnych, litewskich i polskich tablic z nazwami miejscowości, choć usiłowano zainteresować kwestią organa Unii Europejskiej. Odsetek polskich mieszkańców wsi powoli, ale systematycznie spada. Okazjonalnie w środowiskach nacjonalistów litewskich podkreśla się wątki, mające świadczyć o litewskim charakterze rejonu.
Pod koniec 2. dekady XXI wieku zaniepokojenie na Litwie, a zwłaszcza w rejonach graniczących z Białorusią, wywołała budowa ostrowieckiej elektrowni jądrowej, odległej od Miednik w linii prostej o ok. 20 km. Pomimo protestów rządu litewskiego elektrownię uruchomiono. Inną kontrowersją między Litwą w Białorusią okazała się kwestia migracyjna. Począwszy od lata 2021 roku władze Białorusi rozpoczęły kampanię przerzutu azjatyckich i afrykańskich migrantów przez zachodnie granice kraju, do Polski i na Litwę. Dla zatrzymywanych przez służby litewskie migrantów jesienią 2021 władze zbudowały prowizoryczny ośrodek, zwany Centrum Rejestracji Cudzoziemców. W szczytowym okresie mieszkało tam. ok. 900 migrantów. Wkrótce w mediach, także zagranicznych, pojawiły się informacje o dyskryminowaniu homoseksualistów i wykorzystywaniu kobiet przez funkcjonariuszy litewskich służb, a Miedniki stały się przedmiotem zainteresowania przedstawicieli Unii Europejskiej. Po fali krytyki jesienią 2022 migrantów przeniesiono do podobnych miejsc w głębi kraju, a ośrodek zlikwidowano. W niektórych wojskowych planach strategicznych Miedniki proponowane są jako siedziba jednej z trzech rotujących brygad polskiej 12. Dywizji Zmechanizowanej, która działając w ramach sił NATO, miałaby flankować ew. korytarz rosyjskiej ofensywy, skierowanej z terenu Białorusi przeciw Polsce.

### Kultura

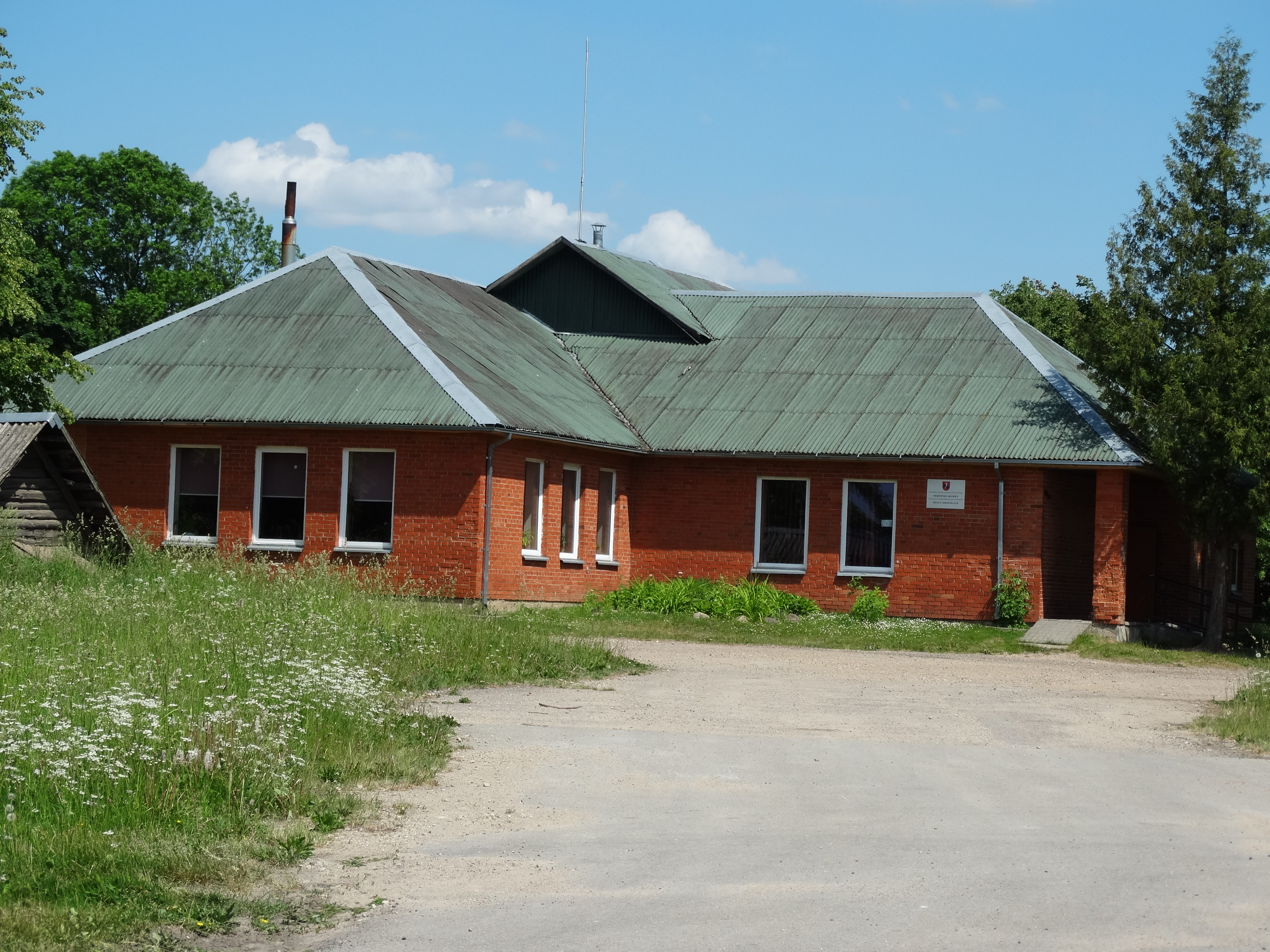
dom kultury, Miedniki

Teoretycznie najważniejszą instytucją kulturalną we wsi jest miednicki dom kultury. W początkach XXI wieku przez pewien czas dyrektorem artystycznym placówki była znana potem piosenkarka i celebrytka Katažina Zvonkuvienė; w ostatnim czasie ośrodek jest jednak zwykle nieczynny. Obecnie w Miednikach funkcjonują 4 ośrodki kulturotwórcze: miednicka filia Trockiego Muzeum Historycznego, gimnazjum św. Kazimierza, parafia oraz lokalny oddział Związku Polaków na Litwie.
Działalność muzeum koncentruje się na organizacji różnego rodzaju wydarzeń na terenie zamku; najczęściej łączą charakter popularyzatorski, związany z historią zamku, oraz ludyczny, nawiązujący do formatu festynów; mogą obejmować koncerty, pokazy rekonstruktorów, zawody sportowe i para-sportowe, wykłady, amatorskie turnieje, zabawy, warsztaty itp. Festyny takie gromadzą przy dobrej pogodzie setki osób, w tym wielu przyjezdnych z Wilna.
Uczniowie gimnazjum wydają od ponad 10 lat biuletyn pt. Echo. W szkole funkcjonują też dwie placówki muzealne. Tzw. Muzeum Historii Lokalnej, założone przez nauczyciela placówki Aleksandra Olenkowicza, jest poświęcone dziejom Miednik i okolic. Drugie to muzeum historii szkoły, gromadzące materiały z dziejów gimnazjum. W szkole działa biblioteka oraz – z przerwami – zespół taneczno-muzyczny, który występował także poza granicami kraju.
Działalność o charakterze kulturalnym prowadzi też miednicki oddział Związku Polaków na Litwie; m.in. współorganizuje on konkursy dla dzieci i młodzieży, wycieczki krajoznawcze po Litwie, wyjazdy szlakiem kultury narodowej do Wilna, podróże do Polski, również na wydarzenia o charakterze patriotyczno-historycznym, np. Narodowy Dzień Pamięci Żołnierzy Wyklętych. ZPL wspomaga też działalność sportową młodzieży i dofinansowuje coroczne festyny dożynkowe.
Swego rodzaju działalność kulturalną prowadzi także miednicka parafia i klasztor oo. franciszkanów. Nacechowana religijnym charakterem, związana jest z kalendarzem liturgicznym i obejmuje np. rekolekcje wielkopostne, koncerty bożonarodzeniowe czy wydarzenia okolicznościowe towarzyszące np. świętu Bożego Ciała. Miednicki klasztor współorganizuje też spotkania wileńskich franciszkanów we Franciszkańskim Centrum Kultury i Duchowości w Wilnie.

### Życie religijne

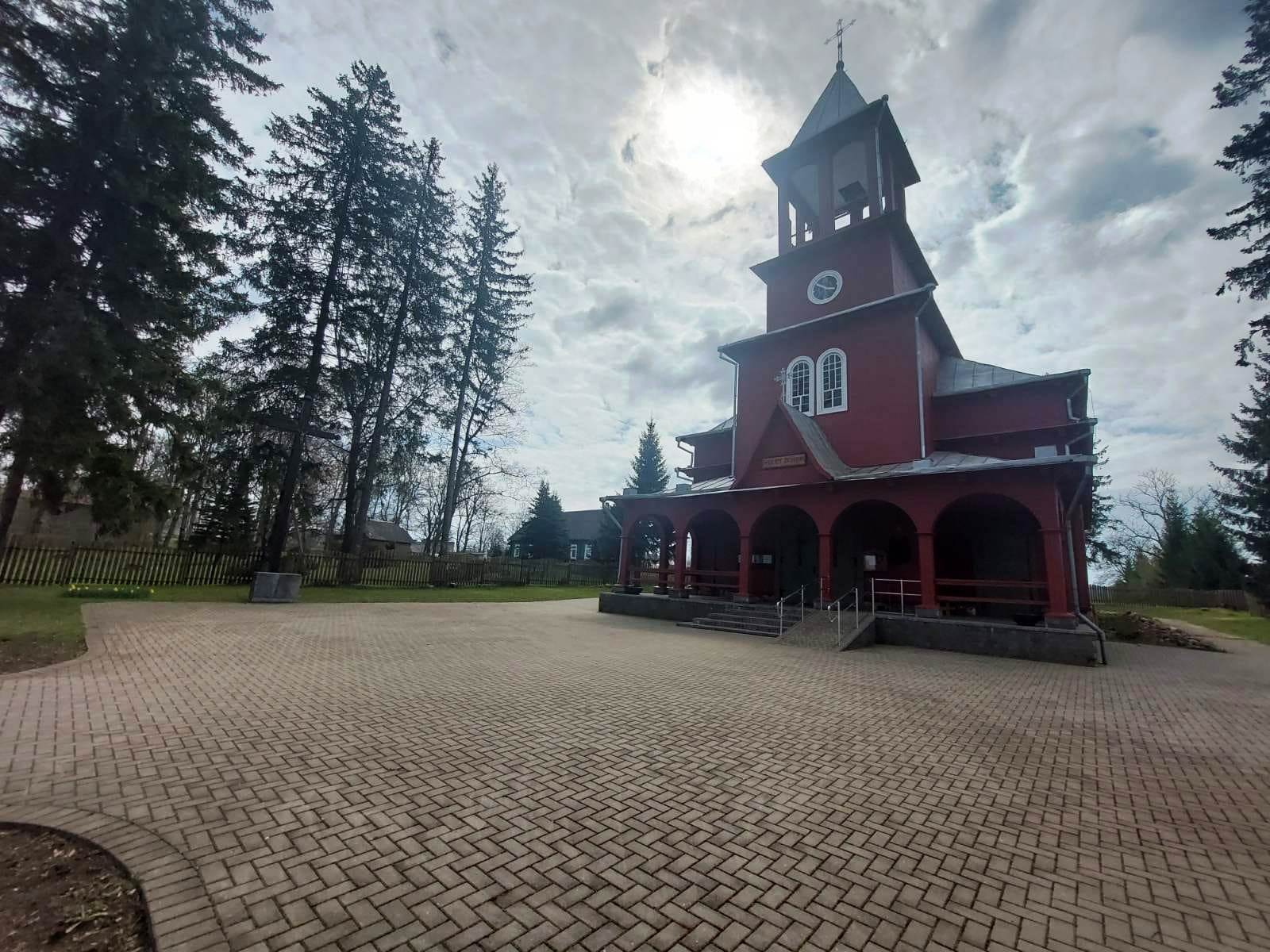
kościół w Miednikach

Miedniki Królewskie stanowią centrum parafii pw. Świętej Trójcy i Św. Kazimierza, której ośrodkiem jest ukończony w roku 1929 kościół pod tym samym wezwaniem. Jeśli uznać erygowaną w roku 1916 parafię za kontynuatorkę tej zniesionej w roku 1832, to ma ona ponad 600 lat i jest jedną z najstarszych nie tylko na Litwie, ale i na całym obszarze byłego Wielkiego Księstwa. Parafia wchodzi w skład dekanatu Nowa Wilejka, który z kolei jest częścią archidiecezji wileńskiej. W dni powszednie msza św. odprawiana jest raz dziennie, a w niedziele i święta trzy razy dziennie. Nabożeństwa odbywają się tylko w języku polskim. Poziom religijności w parafii pozostaje wysoki; coroczną wizytę duszpasterską, tzw. kolędę, przyjmuje się w 70–80% domostw. Najważniejsze wydarzenie w roku, dożynki, ma po części charakter religijny.
Posługę religijną w parafii pełnią franciszkanie z istniejącego od roku 1994 klasztoru w Miednikach. W tym czasie miał on 7 gwardianów, którzy pełnili równolegle rolę przełożonego parafii, do roku 2020 jako administrator, a potem jako proboszcz. W roku 2023 był nim o. Józef Makarczyk, również gwardian klasztorny, a poza tym naukowiec i badacz historii Kościoła. Miednicki klasztor jest niewielki; w XXI wieku przebywa w nim zwykle ok. 5 zakonników. Na przełomie wieków był on centrum odrodzenia franciszkańskiego na Litwie; obecnie jest to jeden z trzech franciszkańskich klasztorów w kraju. Pod opieką parafii i klasztoru znajduje się cmentarz, położony w sąsiedztwie działki, gdzie do lat 30. XIX w. stały kolejne miednickie kościoły. Najstarsze zachowane nagrobki pochodzą z lat 1860; jest to nadal miejsce pochówku zmarłych miedniczan. W kilku wsiach na terenie parafii znajdują się także tzw. cmentarze prywatne (Czapuniszki, Gudzie, Koleśniki, Kule, Małyniszki, Tumasy, Żemły); ostatnie pochówki na nich datowane są na lata 60. XX wieku.

### Atrakcje turystyczne

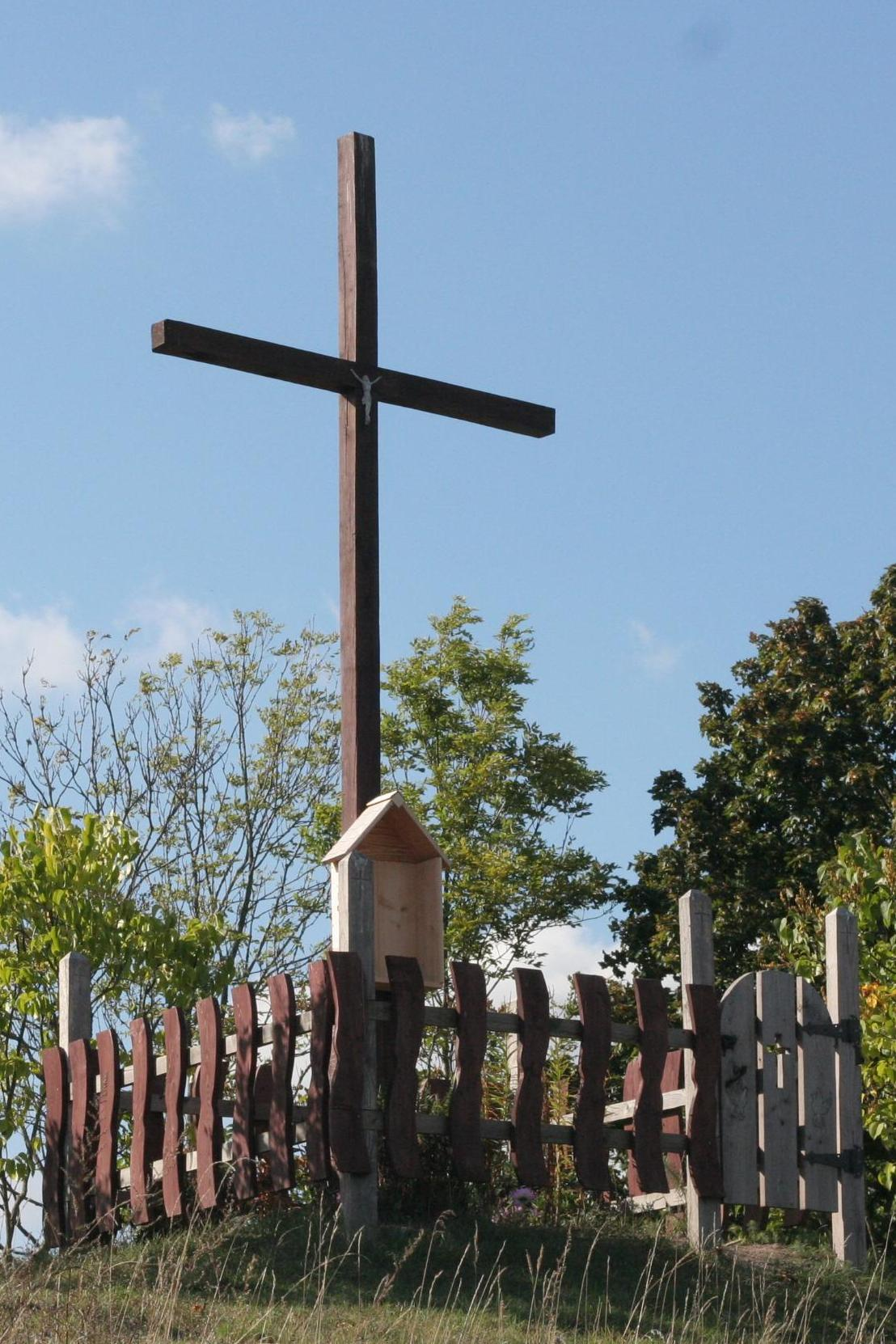
Józefowa Góra

Jedną z atrakcji turystycznych Miednik jest zamek z XV wieku. Od czasu odzyskania niepodległości stał się on elementem narodowej polityki historycznej; traktowany jest jako obiekt dokumentujący dawną świetność Litwy i narodu litewskiego. W związku z tym w XXI wieku stał się przedmiotem prac idących znacznie dalej niż konserwacja; na podstawie wyobrażeń historyków o oryginalnym kształcie fortyfikacji przystąpiono do ich rozbudowy. Nierównej wysokości i na wielu odcinkach znacznie zrujnowane mury wzmocniono, uzupełniono i wyrównano; w północno-wschodnim rogu zbudowano wieżę, mającą być rekonstrukcją oryginalnej baszty narożnej. Na jej dolnych poziomach umieszczono ekspozycję muzealną; oprócz rycin i modeli gromadzi ona artefakty związane ze średniowieczną historią Litwy. Z otwartej ruiny zamek stał się zamkniętym obiektem muzealnym, za wstęp do którego pobiera się opłatę. W obrębie murów odbywają się co jakiś czas nawiązujące do średniowiecznej historii Litwy festyny.
Drugą atrakcją turystyczną Miednik jest wzgórze, uznane za najwyższy naturalny punkt w kraju. Do początków XXI wieku za takie uznawano Józefową Górę (lit. Juozapinė), położoną ok. 1,5 km od zamku. Na jej wierzchołku obok tradycyjnie obecnego tam wiejskiego krzyża z wizerunkiem Matki Boskiej Ostrobramskiej w latach 90. umieszczono głaz z inskrypcją ku czci króla Mendoga oraz drewniany totem, nawiązujący do wierzeń pogańskich. Przez pewien czas obiekty te były przedmiotem kontrowersji; nieznani sprawcy systematycznie dewastowali głaz, np. oblewając go farbą. W roku 2004 pomiary wykazały nową, niższą wysokość Józefowej Góry (292,7 zamiast 293,6 m n.p.m.); za najwyższy punkt na Litwie uznano znajdujące się ok. 500 metrów na południe bezimienne wzniesienie, które nazwano Wysoką Górą (lit. Aukštojas) i któremu przypisano wysokość 293,8 m n.p.m. Na jego kulminacji osadzono kamienny krąg nawiązujący do litewskiej mitologii królewskiej oraz wybudowano wieżę widokową; wstęp na nią jest wolny.

## Znane postacie
- Franciszek Bohuszewicz (1840–1900), białoruski literat i adwokat; pochodził z przysiółka Świrany k. Miednik
- Józef Łukaszewicz (1863–1928), polski konspirator oraz fizyk i geograf, pochodził z przysiółka Bykówka k. Miednik
- Medard Czobot (1928–2000), polski lekarz i działacz społeczny, pochodził z Miednik
- Katažina Zvonkuvienė (ur. 1980), ur. Katarzyna Niemyćko, polsko-litewska piosenkarka i celebrytka, pochodzi z Miednik